# Le avventure di Pinocchio. Storia di un burattino
Le avventure di Pinocchio. Storia di un burattino è un romanzo fantastico per ragazzi scritto da Carlo Collodi, pseudonimo del giornalista e scrittore Carlo Lorenzini, pubblicato per la prima volta a Firenze nel febbraio 1883. Racconta le esperienze tragicomiche di Pinocchio, una marionetta animata fabbricata e considerata come un figlio dal falegname Geppetto, che grazie all'aiuto della Fata dai capelli turchini riesce a maturare moralmente finché diventa un bambino vero.
Il libro venne originariamente pubblicato a puntate sul Giornale per i bambini a partire dal 7 luglio 1881, con il titolo La storia di un burattino, ma il suo successo spinse l'autore a rielaborare ed estendere il materiale per la pubblicazione in volume, che divenne subito un best seller e poi un long seller. Il romanzo di Collodi è considerato un capolavoro letterario e il suo valore narrativo venne immediatamente riconosciuto andando ben al di là della letteratura per l'infanzia grazie alla sua profondità narrativa che si presta a una pluralità di interpretazioni, la principale delle quali vede il passaggio da marionetta a bambino vero come una metafora della condizione umana e con dei riferimenti alla vita di Gesù: Benedetto Croce scrisse che «il legno, in cui è tagliato Pinocchio, è l'umanità» e reputò il libro una fra le grandi opere della letteratura italiana. Da molti definito come "la bibbia del cuore".
Pinocchio è un'icona universale fra le più celebri e riconoscibili e alcuni concetti originali del libro sono diventati parte della cultura popolare mondiale, in particolare la metafora visiva del naso lungo per rappresentare le bugie. Il successo di Le avventure di Pinocchio ha prodotto negli anni centinaia di edizioni con traduzioni in oltre 260 lingue, e numerose trasposizioni teatrali, televisive e cinematografiche, la più celebre delle quali è quella d'animazione del 1940 prodotta da Walt Disney e in Italia anche lo sceneggiato Rai diretto da Luigi Comencini andato in onda nel 1972.

## Il protagonista
Il romanzo ha come protagonista un personaggio di finzione, appunto Pinocchio, che l'autore definisce burattino pur essendo morfologicamente più simile ad una marionetta (corpo di legno con articolazioni, mosso dai fili), al centro di celeberrime avventure. Il motivo è che all'epoca della scrittura del romanzo (1881) il termine "burattino" significava invece "fantoccio mosso dai fili", e fu preferito al termine "marionetta" in quanto esso era di scarso uso popolare ed era stato considerato da alcuni scrittori dell'epoca un "francesismo".
Il personaggio - burattino umanizzato nella tendenza a nascondersi dietro facili menzogne e a cui cresce il naso in rapporto a ogni bugia che dice - è divenuto successivamente protagonista anche nel mondo del cinema e dei fumetti. Sulla sua figura sono stati inoltre realizzati album musicali e allestimenti teatrali in forma di musical.

## Storia editoriale

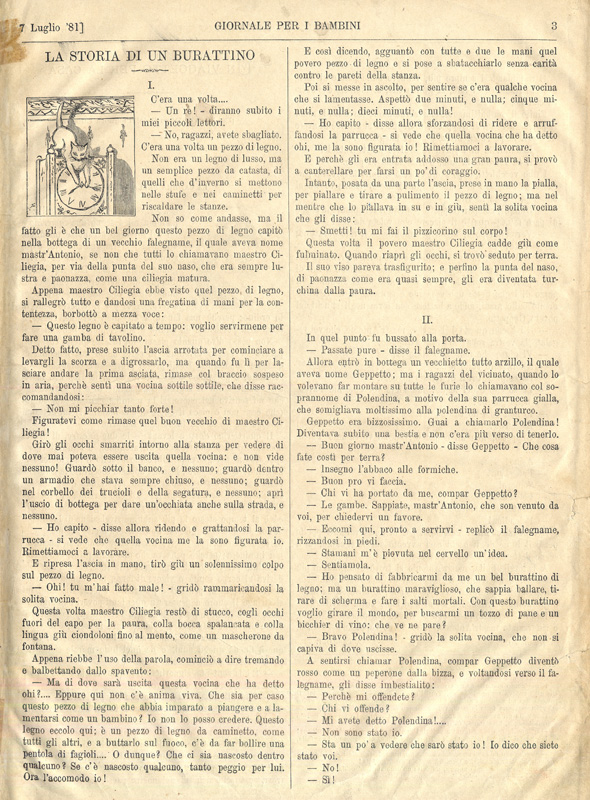
L'inizio di La storia di un burattino nel primo numero del Giornale per i bambini (7 luglio 1881)

Collodi inizialmente pubblicò l'opera a puntate, senza troppa convinzione e probabilmente per pagarsi dei debiti di gioco, sulla prima annata del 1881 del Giornale per i bambini diretto da Ferdinando Martini, un periodico settimanale supplemento del quotidiano Il Fanfulla, nella quale furono pubblicati i primi otto episodi. Collodi definì il suo lavoro «una bambinata» e disse al direttore del giornale: «Fanne quello che ti pare, ma, se la stampi, pagamela bene, per farmi venire voglia di seguitarla». La conclusione che Collodi pensò per la sua storia (l'autore decise inizialmente di terminare il racconto con il burattino che, impiccato, «stirò le gambe e, dato un grande scrollone, rimase lì come intirizzito») non soddisfece affatto il pubblico, e in seguito alle proteste ansiose e rammaricate dei piccoli lettori, il giornale convinse Collodi a modificare la trama. Il lavoro, tuttavia, non fu agevole, tanto che occorsero altri due anni per vederne la conclusione, giungendo al classico finale, in linea con l'obiettivo pedagogico dell’opera, in cui Pinocchio si trasforma non solo in un bambino in carne ed ossa, ma per dirla con le parole di Pinocchio stesso, diventa “un ragazzino perbene” perché ha capito i suoi errori e diventa educato e studioso.
Secondo un saggio di Gianni Greco (Quel copione di Collodi (Pinocchio non fu il primo naso)), Collodi trasse probabilmente ispirazione da varie fonti e racconti precedenti.
Il titolo del racconto, all'inizio, fu: La storia di un burattino. La prima puntata apparve sul numero del 7 luglio, seguita da altre sette, rispettivamente il 14 luglio, 4 e 18 agosto, 8 e 15 settembre, 20 e 27 ottobre. Le puntate ripresero il 16 febbraio 1882 con il titolo Le avventure di Pinocchio, con il quale il racconto proseguì fino al termine, nel gennaio del 1883.
La prima edizione in volume venne pubblicata, con alcune modifiche, nel febbraio 1883 dalla Libreria Editrice Felice Paggi con le illustrazioni di Enrico Mazzanti.
Un calcolo delle copie di Pinocchio vendute in Italia e nel mondo è impossibile, anche perché i diritti d'autore decaddero nel 1940, e a partire da tale anno chiunque può riprodurre liberamente l'opera di Collodi. Una ricerca degli anni settanta condotta da Luigi Santucci contava ben 220 traduzioni in altrettante lingue straniere.
Tali risultati, all'epoca, resero il libro il più tradotto e venduto della storia della letteratura italiana. Una stima più recente fornita dalla Fondazione Nazionale Carlo Collodi alla fine degli anni novanta e basata su fonti UNESCO parla di oltre 240 traduzioni.
A oggi è la seconda opera più tradotta della letteratura mondiale, nonché la prima tra le italiane.

## Ambientazione temporale e geografica
Il romanzo, anche se scritto nel 1881, è ambientato in un'epoca storica precedente, presumibilmente ai tempi del Granducato di Toscana o all'immediato indomani dell'Unità d'Italia: ciò si può notare anche dai riferimenti ai quattrini, soldi e zecchini d'oro che vengono citati nella storia e dalla presenza dei Reali Carabinieri Toscani, esistiti dal 1841 al 1848 e successivamente confluiti nei Veliti e nella Gendarmeria Toscana. Durante il periodo di Leopoldo II (1824-1859) gli zecchini d'oro corrispondevano a 80 crazie o a 400 quattrini, mentre un soldo era pari a 3 quattrini.
Alcune fonti ambienterebbero le avventure di Pinocchio nella zona a nord di Firenze, in particolare nelle località di Castello, Peretola, Osmannoro e Sesto Fiorentino. Punto di partenza di tale possibile ricostruzione è rappresentato da villa Il Bel Riposo (situata in prossimità di villa La Petraia e villa Corsini), nella quale Collodi soggiornò a più riprese durante la seconda metà dell'Ottocento. L'impiccagione di Pinocchio alla Grande Quercia è ambientata invece in provincia di Lucca, nei pressi di Gragnano. L'albero descritto da Collodi esiste ancora in quella zona ed è anche chiamato Quercia delle streghe.

## Trama
(Carlo Collodi, incipit de "Le avventure di Pinocchio")

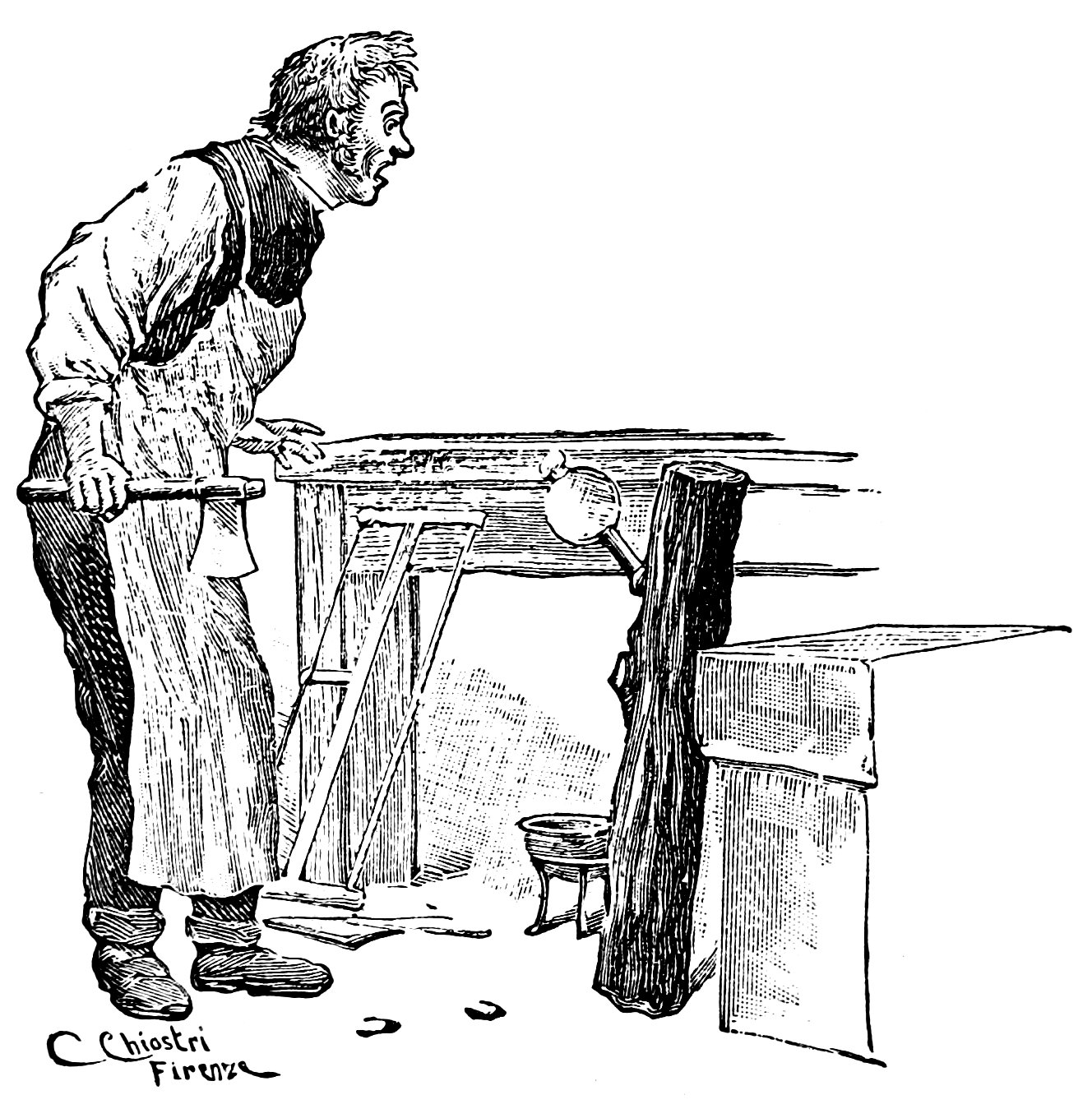
Mastro Ciliegia osserva stupito il tronco

Il falegname mastro Antonio, detto mastro Ciliegia per il suo naso tondo e rosso, si accinge a intagliare una gamba di tavolo da un vecchio tronco, il quale però incredibilmente comincia a parlare, lamentandosi del dolore provocato dai colpi di martello. Ancora scioccato, mastro Ciliegia riceve la visita di mastro Geppetto, un suo collega e amico caratterizzato da uno stile di vita poverissimo (il fuoco del suo camino è dipinto) e da una parrucca gialla a causa della quale viene soprannominato "Polendina", anche se, essendo molto irascibile, si infuria terribilmente ogni volta che si sente chiamare così. Per cessare il suo continuo digiuno, Geppetto ha deciso di costruirsi un burattino che gli consenta di guadagnarsi da vivere tenendo spettacoli. Dopo un litigio tra i due falegnami causato dai commenti del tronco, che Geppetto crede provenire da Ciliegia, Geppetto riceve lo stesso pezzo di legno.

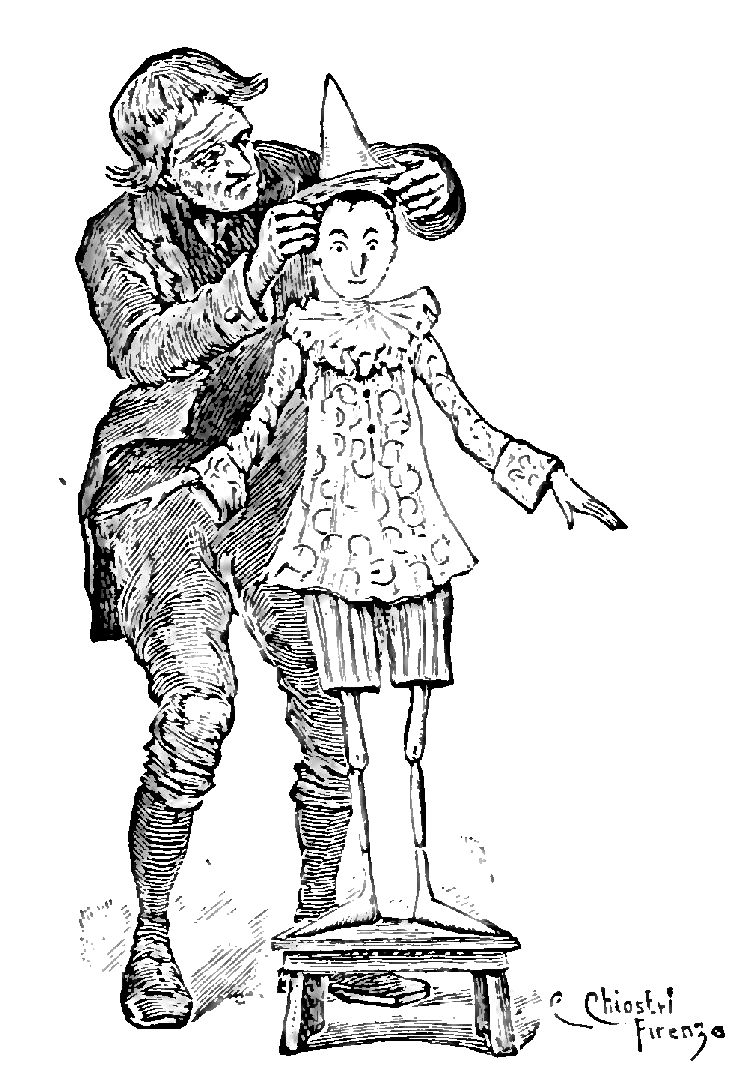
Geppetto veste Pinocchio

Una volta arrivato a casa, Geppetto comincia a scolpire il burattino, che decide di battezzare Pinocchio, considerandolo già come un figlio. Pinocchio si dimostra un bricconcello già durante la sua creazione, deridendo e umiliando il suo creatore, il quale accetta da subito di buon grado l'idea di starsi creando una "birba come figlio". Non appena completato, Pinocchio si alza subito in piedi e scappa per strada inseguito da Geppetto. Un carabiniere lo ferma, ma finisce con il portare in prigione Geppetto, temendo che quest'ultimo possa punire troppo severamente il burattino per la sua marachella, basandosi sulle chiacchiere dei passanti. Per nulla preoccupato per il genitore, Pinocchio si diverte tutto il giorno nei campi per poi tornare la sera a casa, dove incontra il vecchio Grillo Parlante che abita in casa, il quale lo ammonisce per il suo comportamento disubbidiente: indispettito, Pinocchio gli lancia contro un martello, schiacciandolo. Affamato, Pinocchio si mette a cercare cibo: dopo aver trovato un uovo con dentro un pulcino e dopo aver elemosinato ai vicini ricevendo una secchiata d'acqua, finisce per addormentarsi con i piedi vicino al braciere acceso.
La mattina dopo Geppetto, rilasciato dalla prigione, torna a casa e trova Pinocchio affamato, piangente e con i piedi bruciati; il burattino dice di aver capito che il Grillo non mentiva su come il mondo è crudele con chi lo è altrettanto e promette di comportarsi bene e di andare a scuola. Il padre quindi lo nutre con delle pere portate dal carcere, gli ricostruisce i piedi, gli fabbrica un vestito di carta e, nonostante il rigido gelo invernale, vende la sua vecchia e consunta giacca per comprargli un abbecedario.

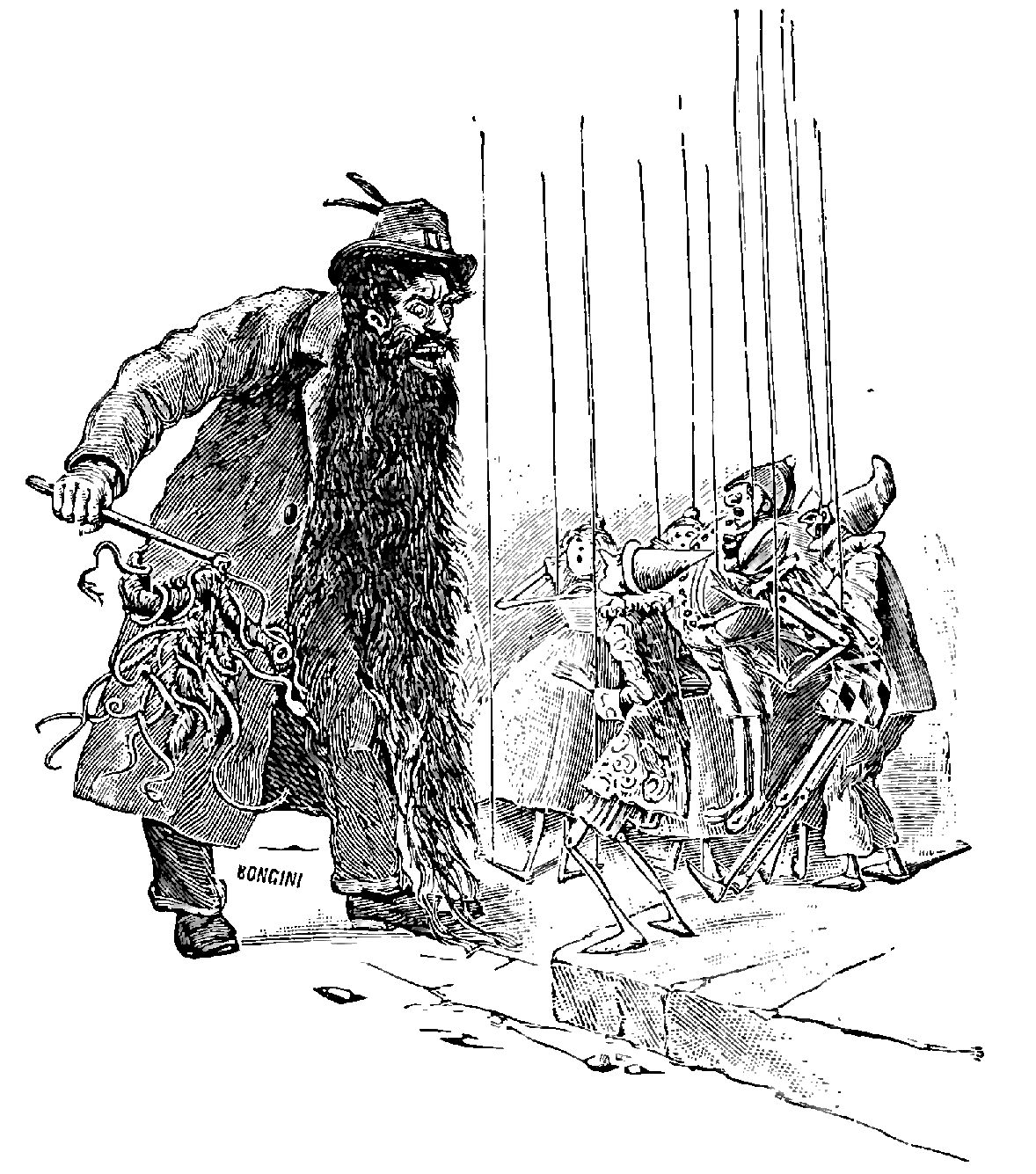
Il burattinaio Mangiafoco

Pinocchio si incammina verso la scuola, promettendosi di farsi valere e ripagare la bontà del genitore, ma poco dopo viene attirato dalla musica proveniente dal Gran Teatro dei Burattini, quindi decide di vendere l'abbecedario per procurarsi il biglietto per lo spettacolo. I burattini sul palcoscenico, all'apparenza viventi come lui, scorgono Pinocchio nel pubblico e interrompono la recita per festeggiare la sua presenza. Il burattinaio, l'enorme Mangiafoco, arrabbiato per lo scompiglio, cattura Pinocchio e, a spettacolo concluso, decide in un primo momento di gettarlo nel fuoco per poter cuocere un montone, ma i piagnistei e le suppliche del burattino lo fanno commuovere, portandolo a decidere di bruciare al suo posto il burattino di Arlecchino; Pinocchio tuttavia si offre di essere bruciato al posto di Arlecchino, facendo impietosire ancora di più il burattinaio, il quale decide di non bruciare nessuno dei due e di liberare Pinocchio regalandogli cinque monete d'oro da portare a Geppetto.

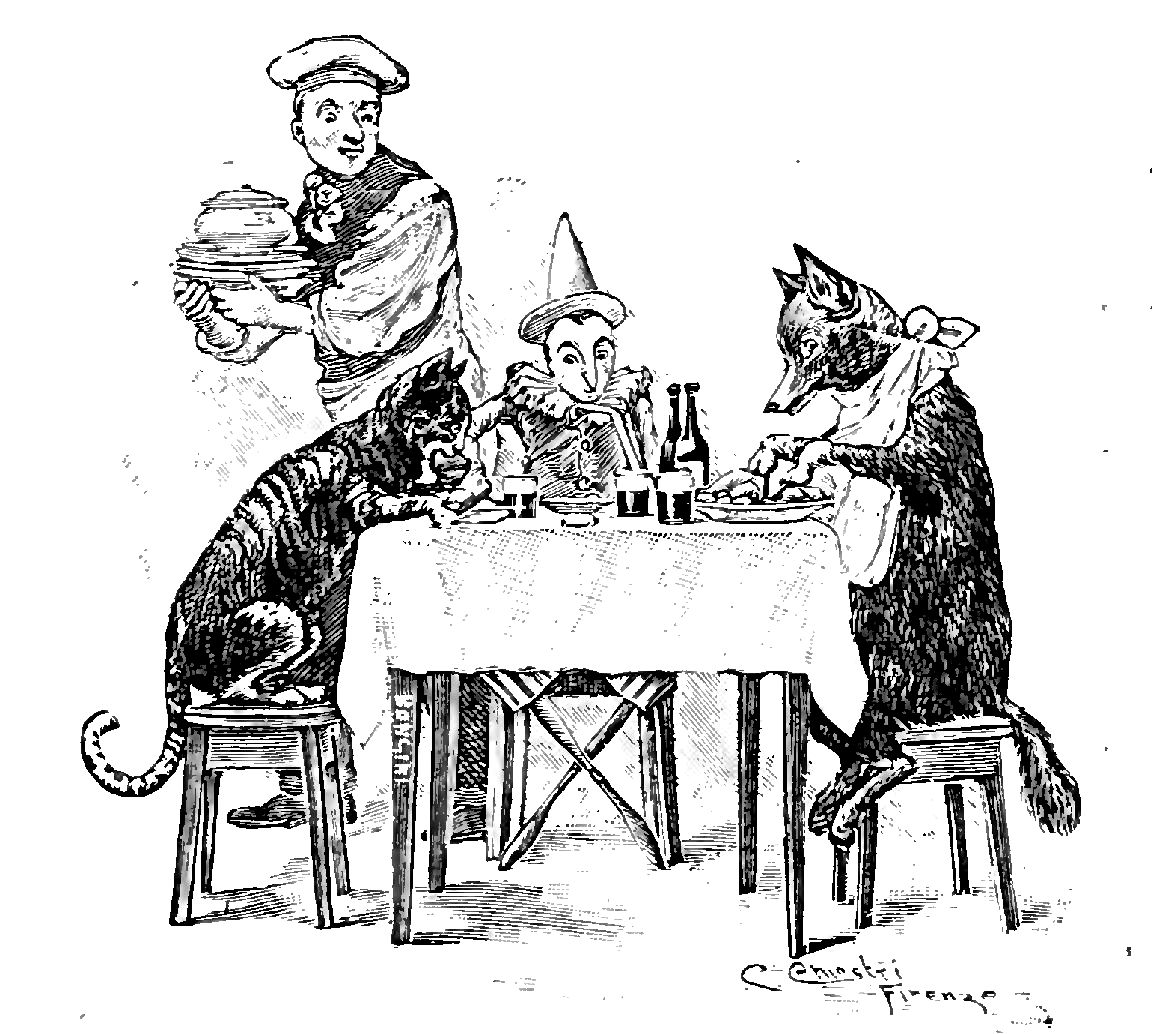
Pinocchio all'osteria del Gambero Rosso con il Gatto e la Volpe

Dopo aver festeggiato fino all'alba dell'indomani con i suoi nuovi amici burattini, Pinocchio si incammina verso casa, ma si imbatte in due loschi individui, il Gatto e la Volpe, i quali gli dicono che Geppetto era preoccupato della sua assenza e tremava per il freddo. Pinocchio mostra incautamente le monete d'oro ricevute ai due, i quali lo convincono a sotterrarle nel campo dei miracoli, dicendogli che una volta seminate sarebbe spuntato un albero carico di zecchini d'oro. I tre s'incamminano e lungo la strada si fermano all'osteria del Gambero Rosso, dove il Gatto e la Volpe mangiano a più non posso a spese di Pinocchio e dove decidono di rimanere a dormire. Durante la notte, i due imbroglioni abbandonano Pinocchio lasciando che sia lui a pagare il conto con una delle sue cinque monete d'oro e chiedendo all'oste di dirgli che lo aspettano l'indomani al campo dei miracoli. Quando lascia l'osteria, malgrado l'avvertimento ricevuto dallo spirito del Grillo Parlante, che lo invita a diffidare di chi promette facili ricchezze, il burattino viene inseguito da due briganti mascherati, che altri non sono che il Gatto e la Volpe. Scappando nel bosco, Pinocchio arriva davanti ad una casetta e bussa alla porta: gli risponde una fanciulla dai capelli turchini che gli riferisce che in quella casa sono tutti morti, lei compresa. I due briganti raggiungono il burattino, il quale tiene le monete nascoste sotto la lingua; non riuscendo a fargli aprire la bocca, lo impiccano alla "Grande Quercia" e aspettano la sua morte fino a decidere di tornare l'indomani a controllarlo. Poco dopo Pinocchio cessa di sgambettare e sviene. Qui, al capitolo XV, finiva la prima stesura dell'opera di Carlo Collodi.

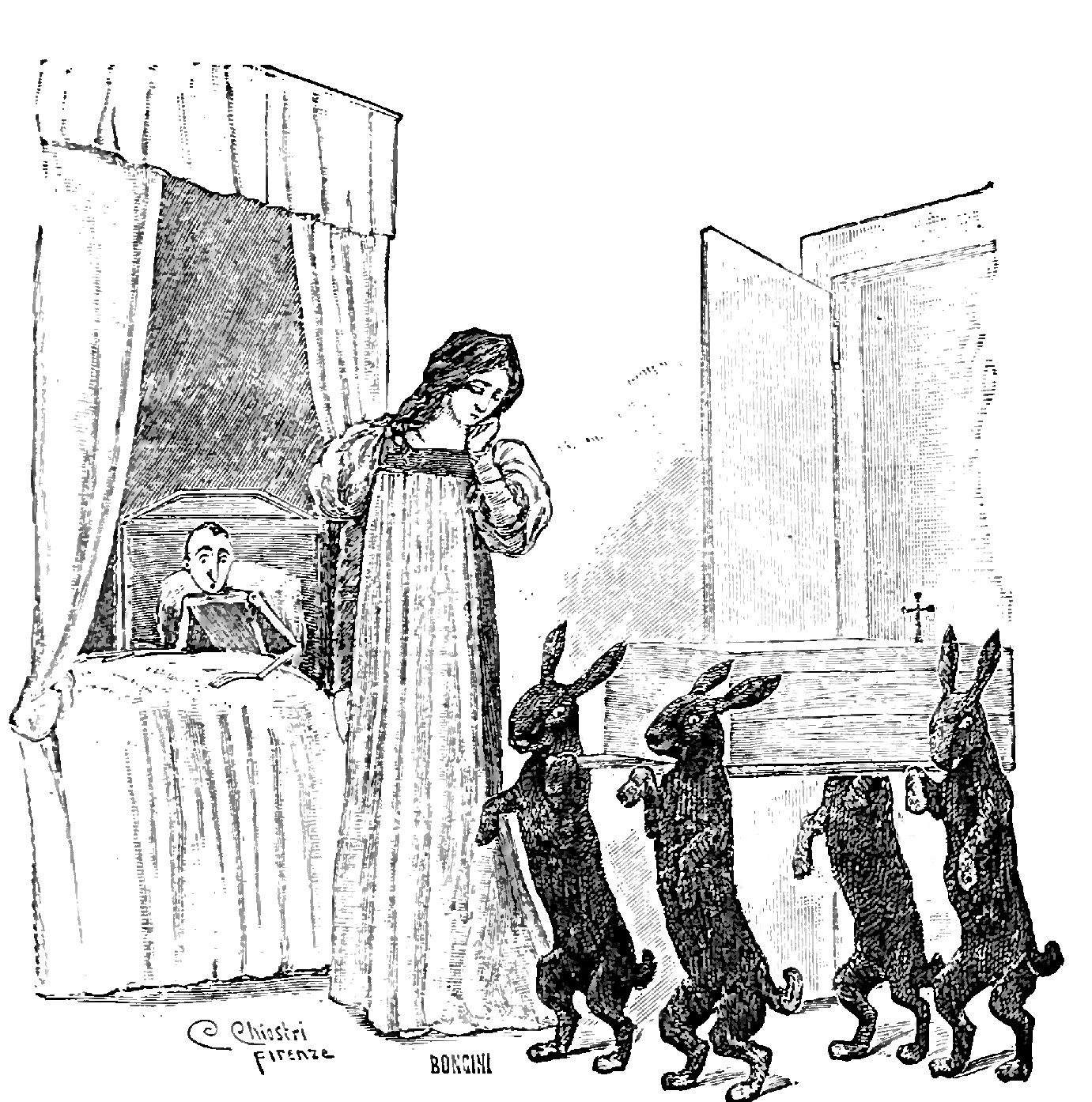
Pinocchio spaventato dai conigli neri nella casa della Fata

La bambina dai capelli turchini, che è in realtà una fata, fa salvare Pinocchio dai suoi servitori animali, lo fa portare nella sua casa e chiama a consulto tre illustri medici, un corvo, una civetta e il redivivo Grillo Parlante, per sapere da loro se il burattino sia vivo o morto: mentre i primi due sono incerti sul suo conto, il Grillo Parlante critica pesantemente il paziente e a quelle parole Pinocchio mostra segni di vita. La fata vorrebbe quindi dare al burattino una medicina molto amara per la sua febbre, e Pinocchio in un primo momento rifiuta, ma cambia idea quando arrivano quattro conigli-becchini venuti a prenderlo. Dopo aver bevuto la medicina insieme a due zollette di zucchero, il protagonista si riprende e racconta alla fata delle sue disavventure. Quando lei gli chiede che fine abbiano fatto le monete d'oro, Pinocchio, ancora incerto se fidarsi di lei, mente per tre volte, ma ad ogni bugia che dice il suo naso si allunga ogni volta sempre di più, tanto da non permettergli più di girare la testa nella stanza. Dopo avergli spiegato che le bugie o hanno le gambe corte o, come nel suo caso, il naso lungo, la fata chiama dei picchi per accorciargli il naso, poi si auto-proclama sorella adottiva del burattino e lo informa di aver invitato Geppetto alla sua abitazione per permettergli di incontrarlo. Contento, Pinocchio chiede di potergli andare incontro e la fata glielo permette, facendogli promettere di non distrarsi sulla via.

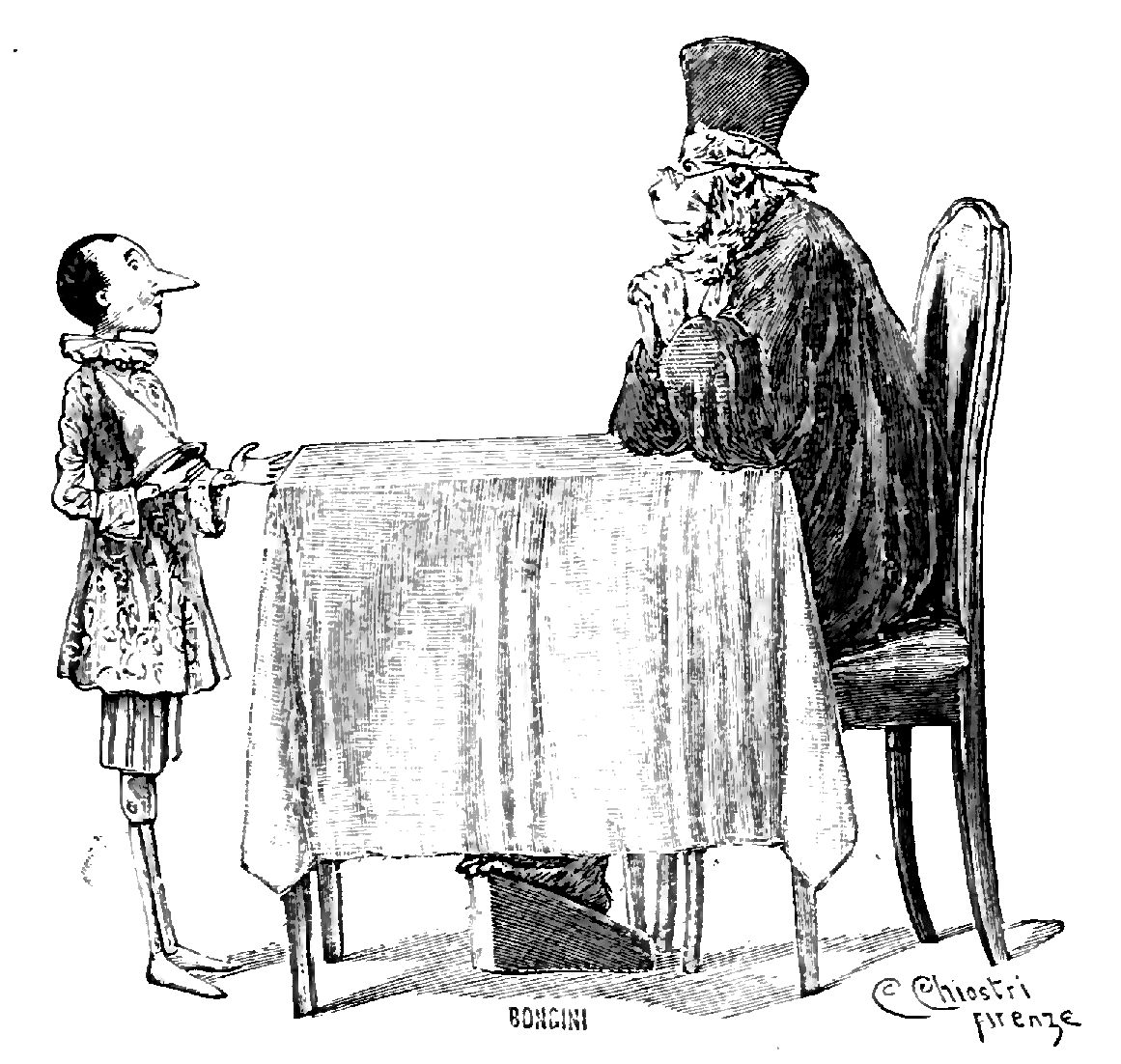
Pinocchio davanti al giudice

Nel bosco vicino alla quercia, tuttavia, il burattino incontra ancora una volta il Gatto e la Volpe, che lo convincono nuovamente a sotterrare le quattro monete nel campo dei miracoli, con la scusa che l'indomani non sarà più aperto al pubblico. Pinocchio viene condotto alla stramba città di Acchiappa-citrulli e sotterra le monete d'oro nel campo: i due fanno finta di andarsene e invitano il burattino a tornare lì dopo venti minuti. Pinocchio attende recandosi in città, ma quando torna scopre da un vecchio pappagallo che durante la sua assenza il Gatto e la Volpe sono tornati nel campo, hanno rubato le monete e sono scappati via. Disperato, Pinocchio si rivolge a un giudice, un vecchio gorilla, per denunciare il furto, ma questi paradossalmente lo condanna alla prigione. Quattro mesi dopo l'Imperatore del paese, per festeggiare una grande vittoria militare, concede un'amnistia a tutti i condannati: Pinocchio, essendo in effetti innocente, rischia di rimanere in galera, ma riesce a cavarsela ed a farsi liberare dichiarandosi un malandrino.

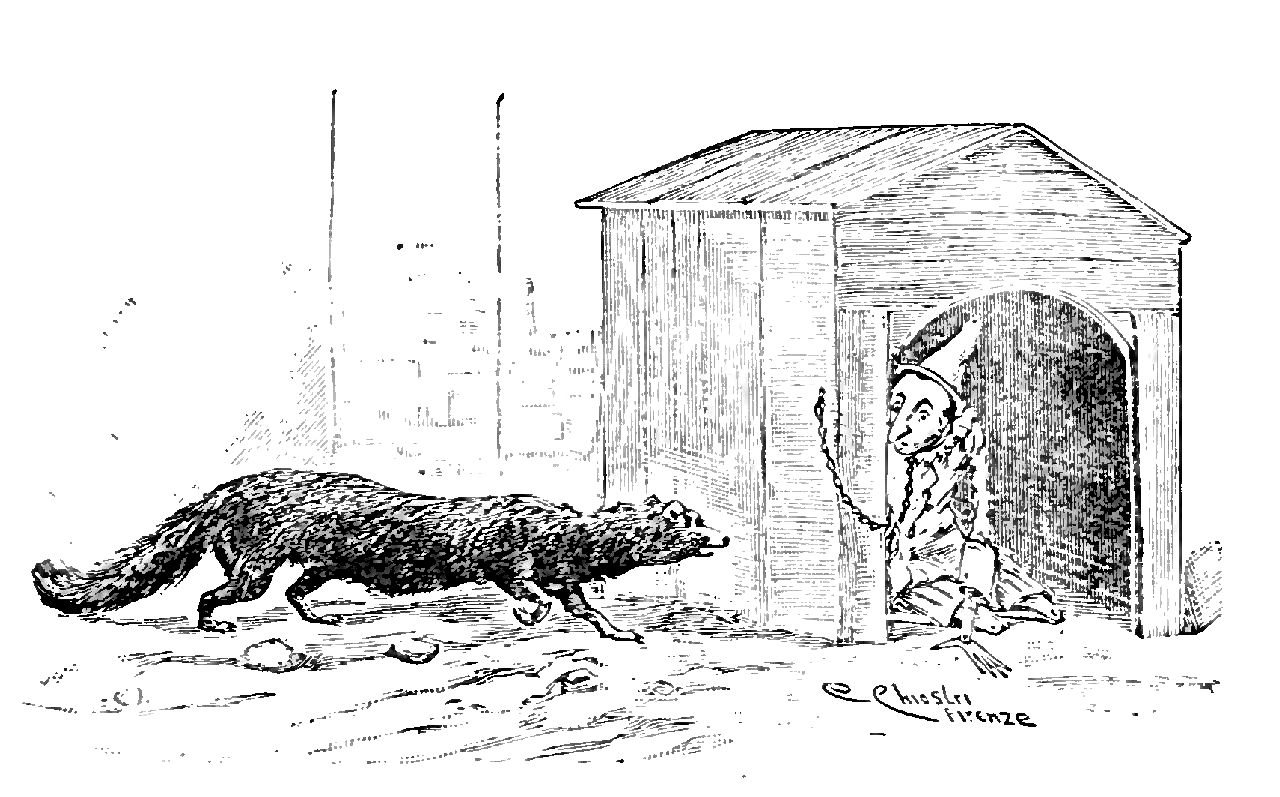
Ridotto a cane da guardia, Pinocchio incontra le faine

Il burattino si incammina verso la casa della fata, ma viene ostacolato da un grosso serpente dalla coda fumante che gli sbarra la strada e che muore letteralmente dalle risate quando vede il burattino finire gambe all'aria nel fango nel tentativo di scavalcarlo. Il burattino, affamato, cerca quindi di rubare dell'uva in un campo, ma finisce in una tagliola e viene scoperto dal proprietario del terreno, il quale lo costringe per punizione a fargli da cane da guardia, con tanto di collare e catena al collo, in sostituzione del suo cane Melampo, morto quella stessa mattina. Durante la notte, Pinocchio viene svegliato da quattro faine: esse ogni notte erano solite rubare alcune galline che poi si spartivano con Melampo in cambio del suo silenzio, e propongono a Pinocchio lo stesso accordo. Il burattino finge di accettare, ma poi rinchiude le faine nel pollaio ed avverte il padrone del campo, il quale, per ricompensa, lo libera.

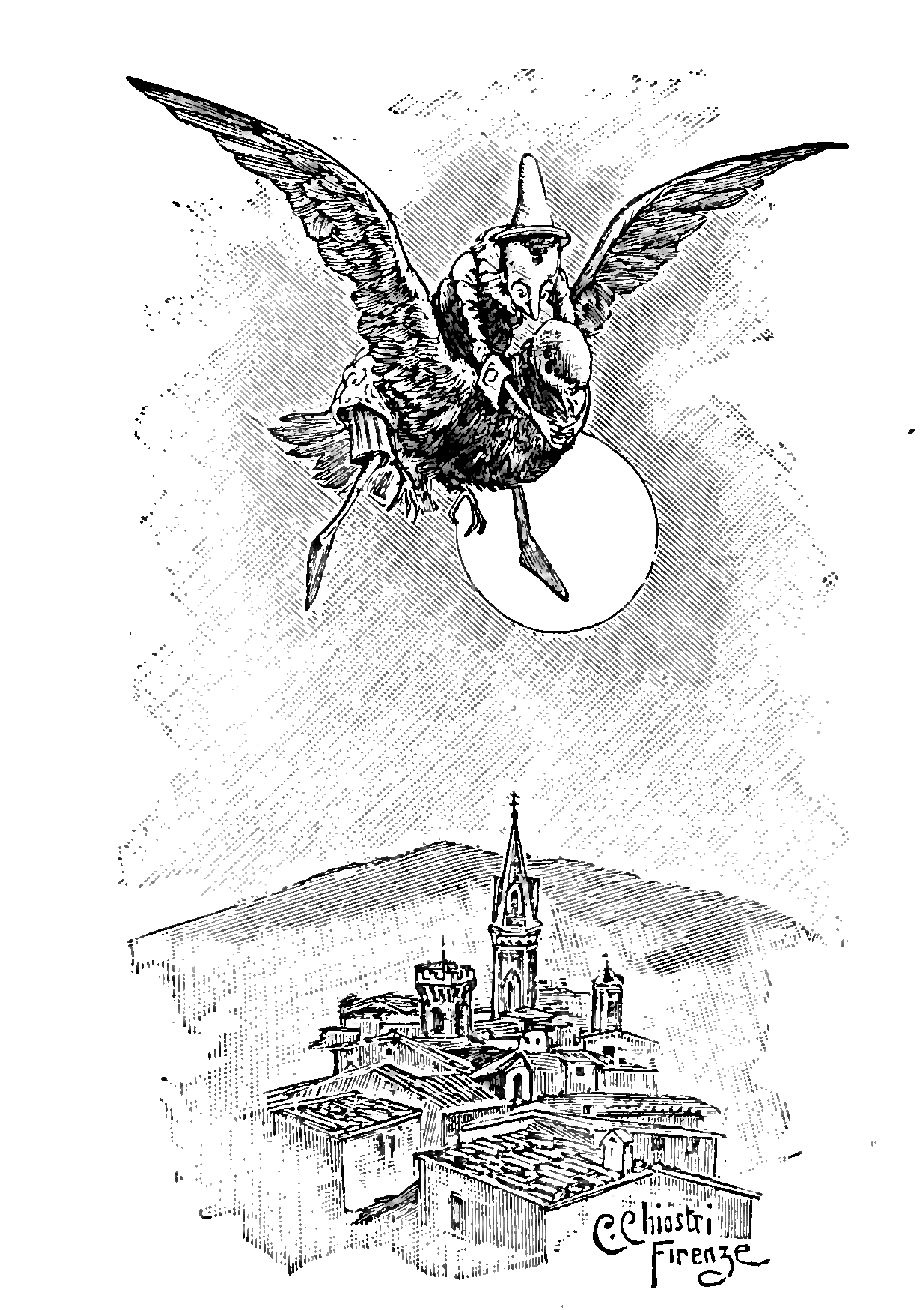
Pinocchio in volo sul colombo

Il burattino arriva finalmente dove si trovava la casa della fata, ma vi trova soltanto una lapide sulla quale c'è scritto che lì giace la fata, morta di dolore per essere stata abbandonata dall'adorato fratellino Pinocchio. Mentre il burattino piange disperato, gli si avvicina un grosso colombo che lo informa che Geppetto, non sapendo più dove cercarlo, ha intenzione di continuare le ricerche oltremare e sta fabbricando una barchetta sulla spiaggia. Il colombo si offre di portare Pinocchio in groppa fino alla spiaggia, distante più di mille chilometri, ma quando Pinocchio arriva sul posto è troppo tardi: Geppetto è già all'orizzonte, incurante del tremendo mare mosso. Non appena i due si salutano, la barchetta e il falegname vengono inghiottiti dalle onde. Senza esitazione, Pinocchio si tuffa per salvarlo.

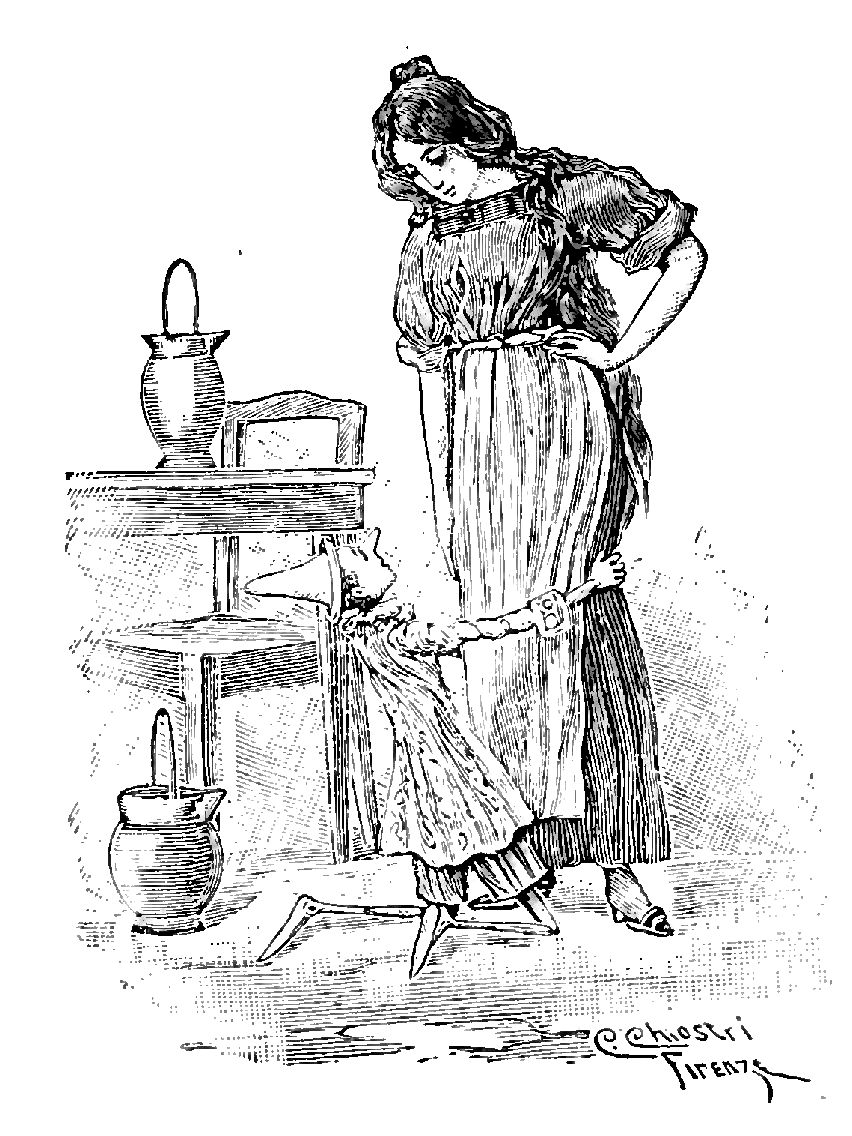
Pinocchio ritrova la Fata

La ricerca di Pinocchio giunge al termine senza successo la mattina dopo, quando si arena su un'isola. Un delfino di passaggio lo informa di essere giunto al Paese delle Api Industriose, i cui abitanti sono noti per essere grandi ed instancabili lavoratori, e gli dice che, nel caso in cui suo padre sia sopravvissuto alla tempesta, probabilmente è stato inghiottito dal Terribile Pesce-cane, un gigantesco e famelico mostro marino arrivato da qualche giorno a portare morte e disperazione nel mare circostante. Giunto alla cittadella dell'isola, Pinocchio cerca di elemosinare qualcosa per poter mangiare, ma gli abitanti del paese lo rimproverano invitandolo a guadagnarsi il pane lavorando sodo come loro. Dopo aver chiesto senza successo a diversi personaggi al lavoro di poterli aiutare, Pinocchio accetta di portare una brocca d'acqua in casa a una donna, che lo ricompensa con un sontuoso pranzo e che Pinocchio riconosce essere proprio la fata, rinata con l'aspetto di una donna.

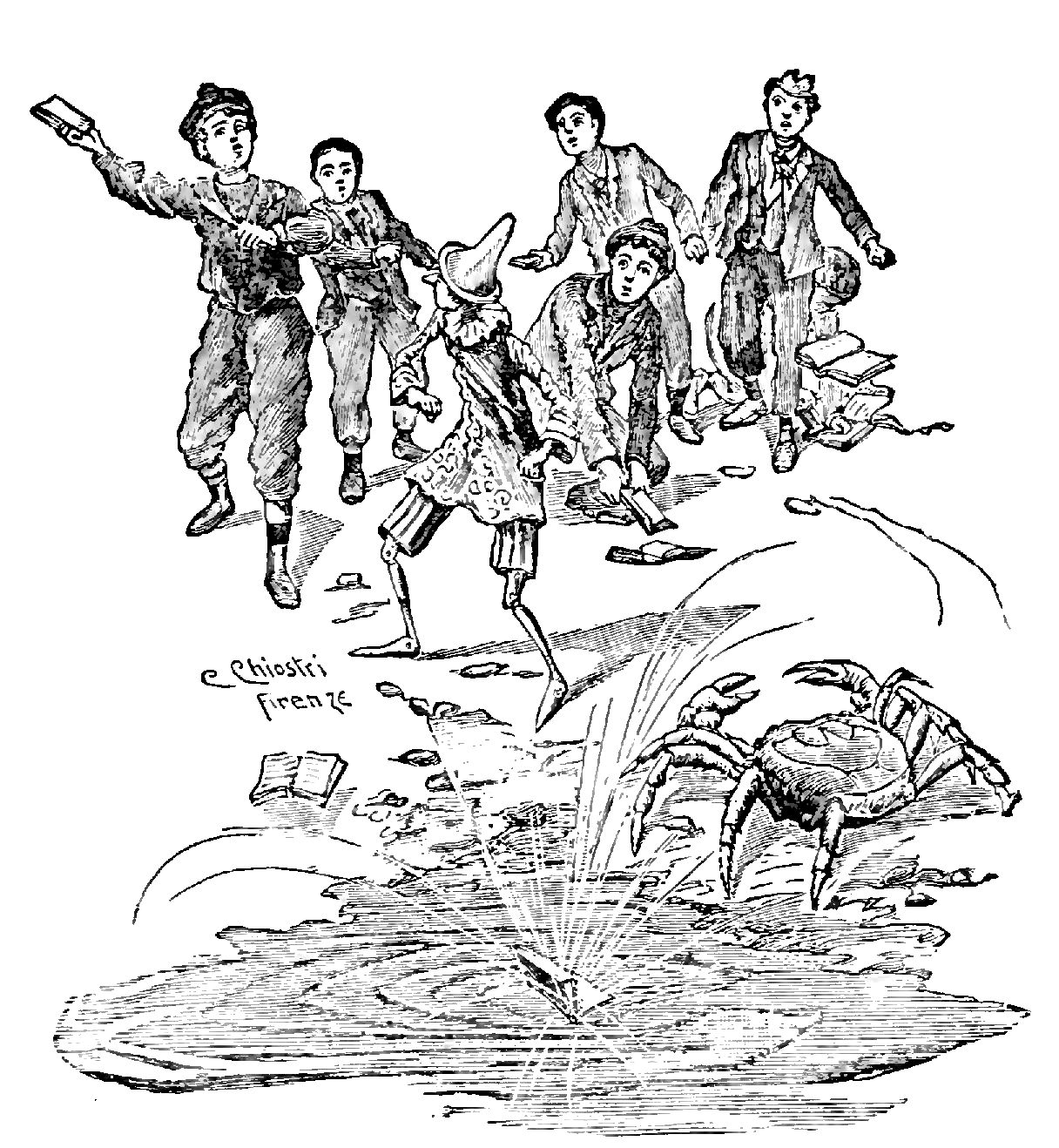
La rissa sulla spiaggia

La fata, che lo ha perdonato dopo averlo visto piangere sulla sua tomba ed è risorta grazie al suo dolore, dice a Pinocchio che gli farà da madre. Pinocchio gli domanda come lei sia cresciuta e se possa fare altrettanto: la fata allora gli promette di trasformarlo in un ragazzo in carne e ossa se si dimostrerà degno di esserlo, cominciando con l'andare a scuola. Pinocchio accetta e comincia ad andare a scuola, dove si trova bene e si guadagna il rispetto sia dei compagni che degli insegnanti, impegnandosi molto e diventando addirittura il primo della classe, cosa che scatena la gelosia degli altri studenti. Un giorno sette compagni di classe di Pinocchio, non volendo essere messi in cattiva luce da un burattino, lo invitano a marinare la scuola con loro per andare in spiaggia a vedere il Terribile Pesce-cane. Pensando di cogliere l'occasione per capire che aspetto abbia il mostro per colpa del quale crede di aver perso il padre, Pinocchio accetta con riluttanza, ma ben presto si accorge che era tutta una bugia e finisce per essere coinvolto in una rissa. Nel bel mezzo della zuffa uno dei ragazzi, Eugenio, viene colpito dal libro di scuola di Pinocchio, scagliato da un altro di loro, e sviene. Tutti scappano tranne Pinocchio, che cerca di soccorrerlo. Due carabinieri, capitati lì per caso, lo credono colpevole della ferita di Eugenio e lo arrestano. In cammino verso la prigione Pinocchio scappa ed i carabinieri, non riuscendo a raggiungerlo, gli sguinzagliano contro Alidoro, un feroce cane mastino campione di corsa.

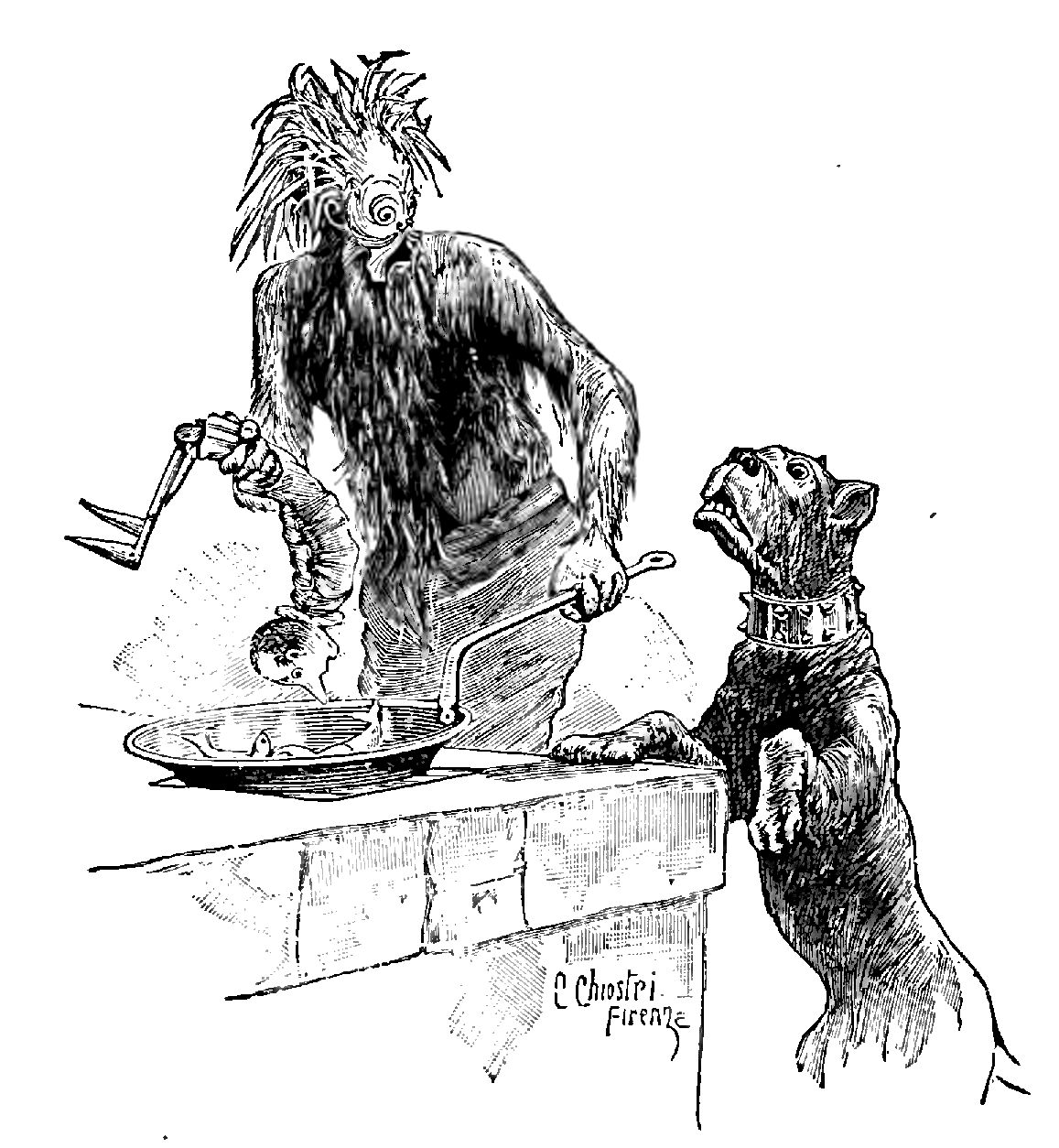
Alidoro salva il burattino dal pescatore verde

Pinocchio si tuffa in mare ed Alidoro lo segue, ma, a differenza del burattino, non è in grado di nuotare. Pinocchio quindi trae in salvo il cane, il quale lo ringrazia e gli promette di ricambiare il favore. Pinocchio continua a nuotare, ma finisce intrappolato, insieme a dei pesci, nella rete di un terribile pescatore con pelle, occhi e capelli verdi. Il pescatore verde porta Pinocchio nella sua grotta e, credendo che sia un raro esemplare di pesce burattino, decide di cucinarlo. Pinocchio viene infarinato ed è sul punto di essere fritto quando sopraggiunge Alidoro (che ha sentito l'odore di frittura), il quale mantiene la promessa e salva il burattino prendendolo tra le sue fauci e portandolo via. Tornato in città, e rimasto senza vestiti, Pinocchio scopre da un vecchietto che Eugenio si è ripreso e riceve da lui un sacco con cui si crea una giacca.
Tornato a casa, Pinocchio bussa alla porta sotto una pioggia battente. La Lumaca cameriera della fata va lentamente ad aprire, ma la sua esasperante lentezza innervosisce Pinocchio al punto da fargli sferrare un calcio alla porta così violento da rimanerci incastrato. Dopo molte ore la Lumaca finalmente gli apre ma, non potendolo liberare da quella scomoda posizione, gli offre una colazione composta da cibo artificiale, come punizione per aver marinato la scuola. Imparata la lezione, Pinocchio torna a scuola e si comporta bene per il resto dell'anno, risultando il più bravo della scuola e venendo promosso a pieni voti. La fata, contenta del suo comportamento, gli dice che il giorno seguente lo trasformerà in un ragazzo in carne e ossa. Il burattino, al colmo della felicità, decide di festeggiare l'avvenimento invitando tutti i suoi compagni a una grande colazione. Tra di essi c’è anche il suo migliore amico Romeo, detto Lucignolo per il suo aspetto asciutto, un ragazzo particolarmente scansafatiche. Dopo averlo cercato a lungo, lo trova finalmente sotto il portico di una casa di campagna. Lucignolo declina l'invito, rivelando di aspettare il carro che lo porterà al Paese dei balocchi, un posto dove i bambini sono liberi di giocare da mattina a sera senza l'assillo di genitori o maestri. Pinocchio, pur essendo affascinato dalla descrizione di tale luogo, rifiuta di andarci, ma decide di restare sul posto per salutare l'amico alla partenza.

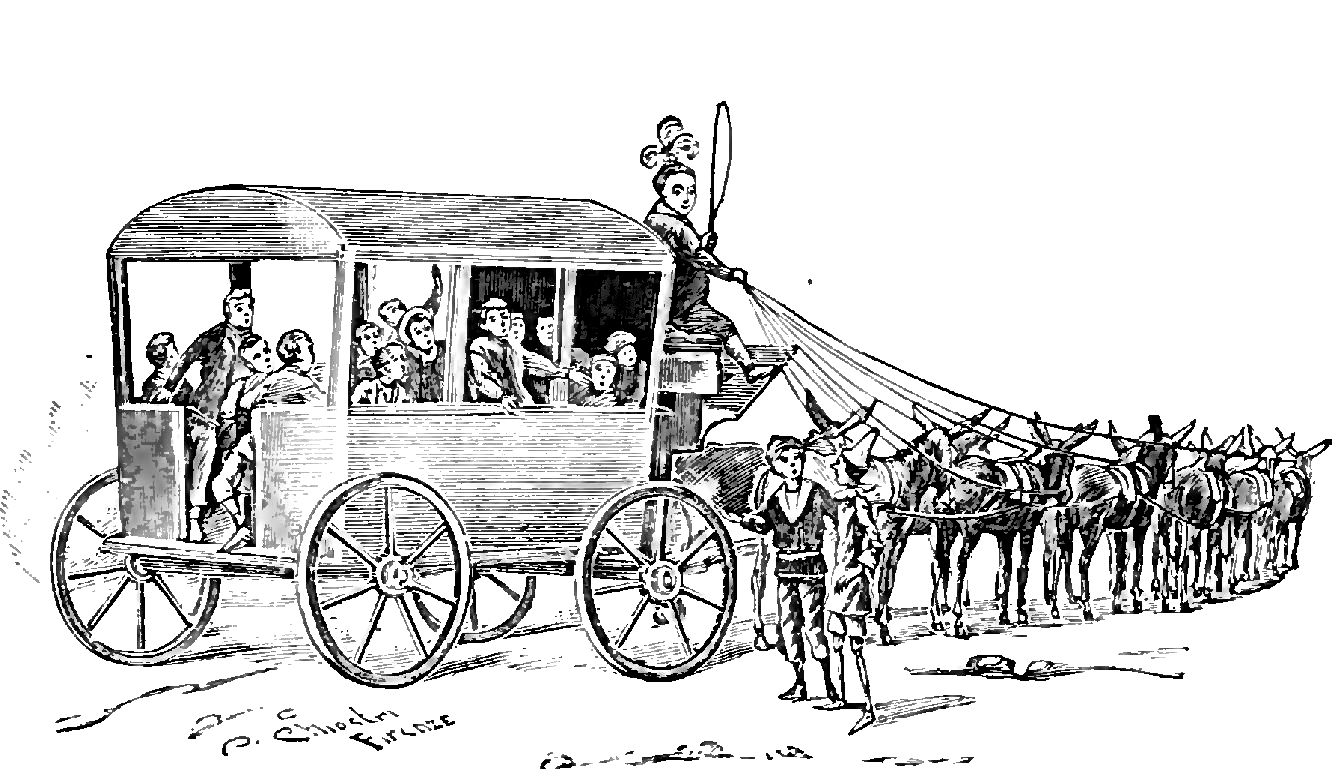
Il carro che conduce i ragazzi al Paese dei balocchi

A mezzanotte giunge il carro, trainato da tanti somarelli, stracolmo di bambini e guidato da un grasso e accogliente conduttore. Lucignolo tenta ancora di convincere Pinocchio a venire con lui, stavolta appoggiato dagli altri ragazzi. Pinocchio alla fine cede alla pressione e accetta. Con il carro pieno, Lucignolo si mette sulle stanghe e Pinocchio sale su uno dei somari che lo disarciona. A tale disobbedienza, il conduttore strappa le orecchie a morsi del somaro, ora ammansito. Pinocchio lo cavalca e nota con stupore che piange e parla di come si pentirà della sua decisione. Arrivati al Paese dei balocchi, Pinocchio e Lucignolo si danno alla pazza gioia.

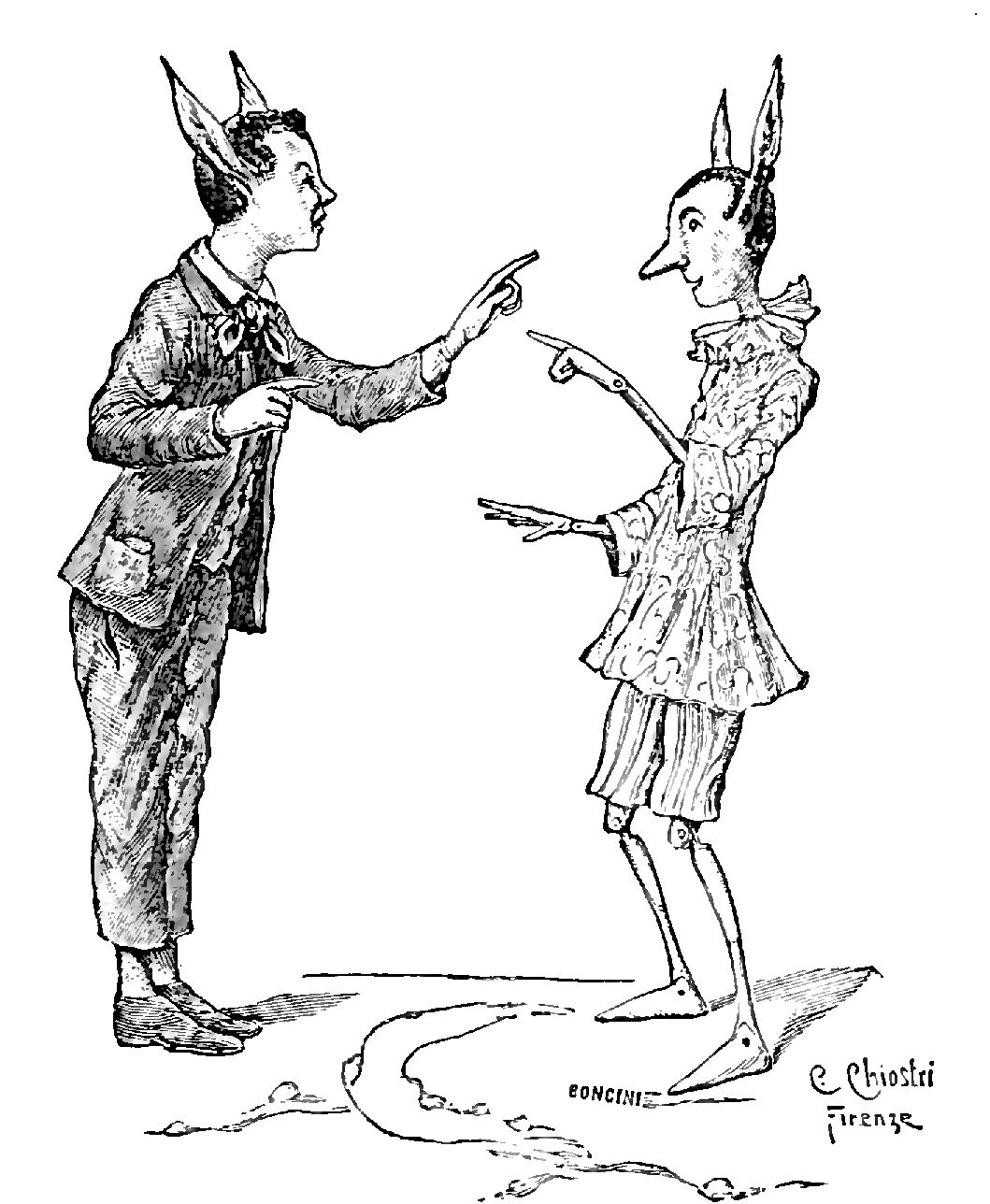
Lucignolo e Pinocchio si trasformano in somari

Dopo cinque mesi di cuccagna, un giorno Pinocchio si sveglia e scopre che le sue orecchie sono diventate come quelle di un asino. Una piccola marmotta vicina di casa gli diagnostica la febbre da somaro, malattia che colpisce i ragazzi che passano troppo tempo a divertirsi e a non fare nulla anziché studiare, che nel giro di due o tre ore lo trasformerà in un somaro vero e proprio. Il burattino si precipita da Lucignolo e scopre che anche a lui sono cresciute le orecchie da somaro: dapprima i due ridono a crepapelle per quella loro buffa condizione, ma poi si disperano quando si trasformano completamente in somari. Appena completata la trasformazione, il cocchiere del carro li conduce alla piazza del mercato per venderli. I due scoprono così che in realtà quell'uomo malvagio è diventato ricco raccogliendo ragazzi svogliati in tutto il mondo e conducendoli nel Paese dei balocchi, dove in breve tempo si trasformano in ciuchi, che poi lui vende al mercato.

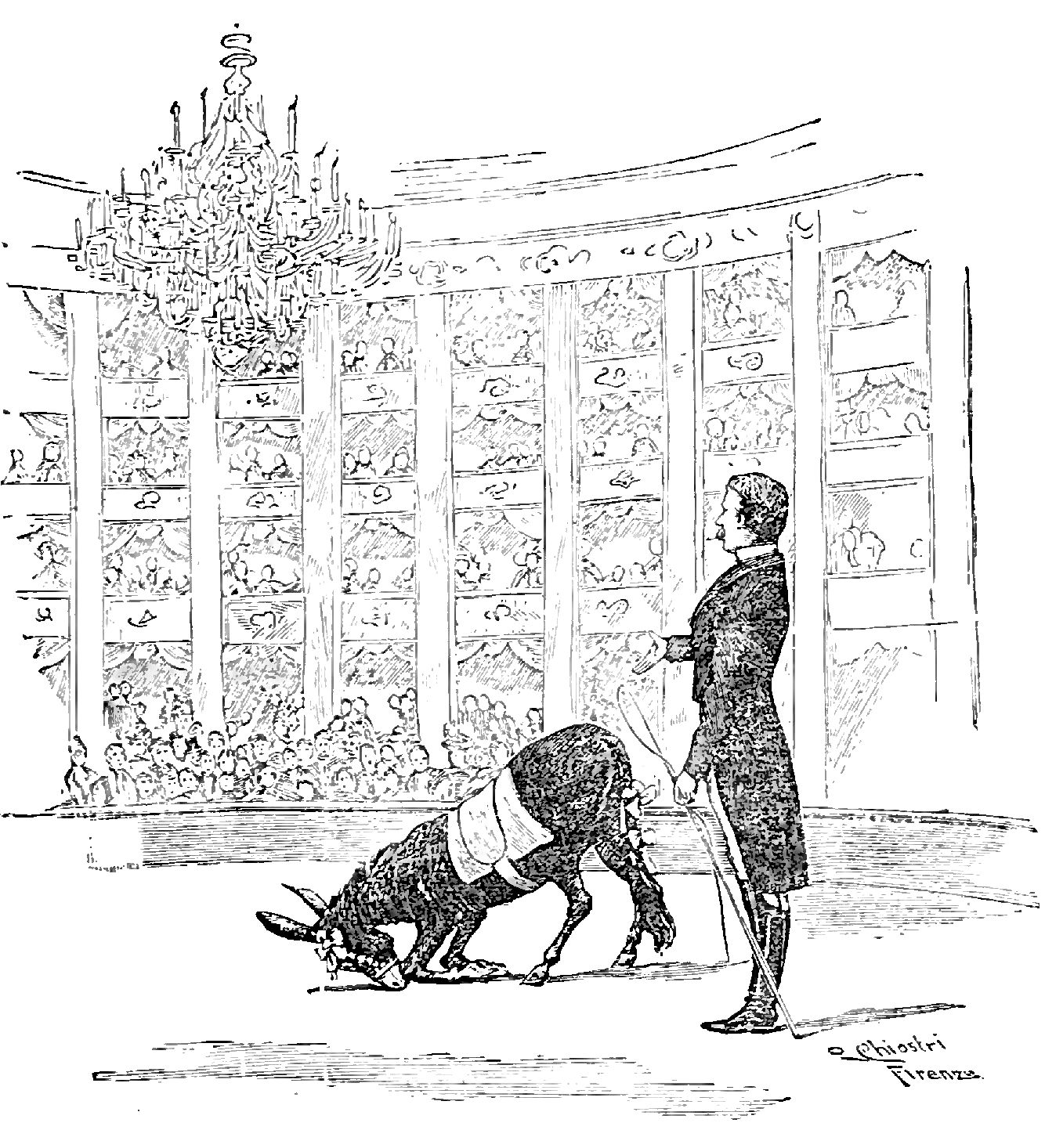
Il somaro Pinocchio al circo

Lucignolo viene venduto ad un fattore e Pinocchio ad un direttore di un circo, che lo obbliga a mangiare fieno e a imparare il numero del suo spettacolo a suon di frustate, facendolo debuttare davanti al pubblico tre mesi dopo, danzando e saltando nel cerchio. Durante l'esibizione Pinocchio intravede per un attimo la fata e, distratto da quella visione, cade malamente e si azzoppa. Al direttore, non potendo più utilizzarlo, non rimane altro che rivenderlo al mercato, dove viene acquistato da un uomo che dalla sua pelle vorrebbe ricavare un tamburo. Quest'ultimo gli lega un sasso al collo e lo getta in mare da uno scoglio per affogarlo. Quando lo ritira a galla scopre con suo grande stupore che il somaro è diventato un burattino di legno; Pinocchio spiega all'uomo allibito che un banco di pesci, mandato dalla fata, ha mangiato il corpo di somaro che lo rivestiva, facendo riemergere la sua forma originaria di burattino. L'uomo vorrebbe rivenderlo come legna da ardere per rifarsi della spesa, ma Pinocchio, con un salto, scappa via in mare.

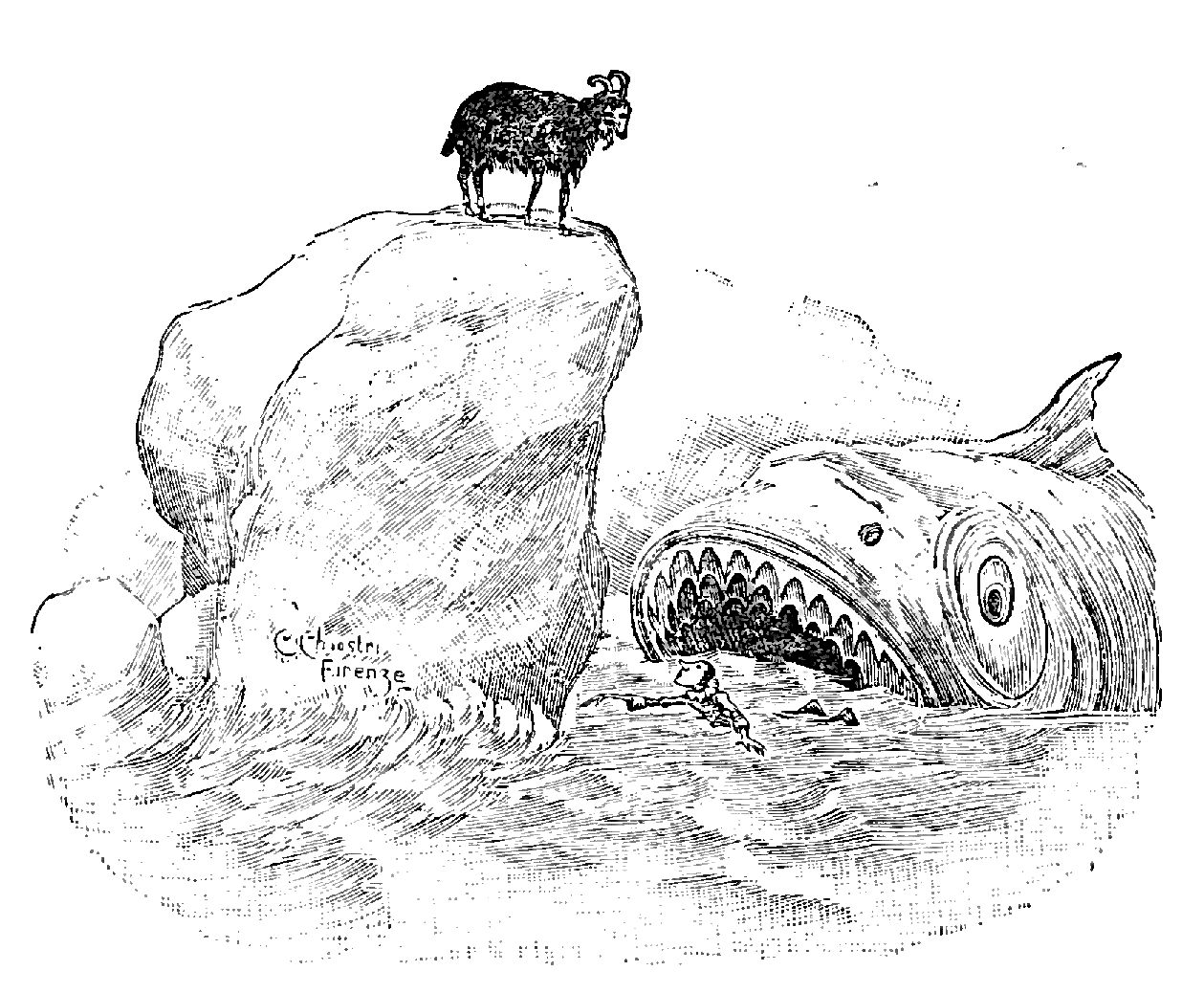
Pinocchio inghiottito dal Pesce-cane

Mentre nuota, Pinocchio vede sulla cima di uno scoglio bianco in mezzo al mare una capra dello stesso colore turchino dei capelli della Fata, che lo chiama verso di sé. Il burattino allora si dirige verso lo scoglio, ma improvvisamente compare il Terribile Pesce-cane, che lo ingoia in un sol boccone. Nel buio ventre del Pesce-cane, Pinocchio s'imbatte in un Tonno filosofo che gli dice che sta aspettando, rassegnato, che si compia il suo destino, quello di essere inghiottito e digerito, e lo invita a fare altrettanto. Il burattino però non ha alcuna intenzione di lasciarsi mangiare: intravede una luce lontana, vi si avvicina e con sua grande gioia ritrova Geppetto, ingoiato due anni prima dal terribile mostro.

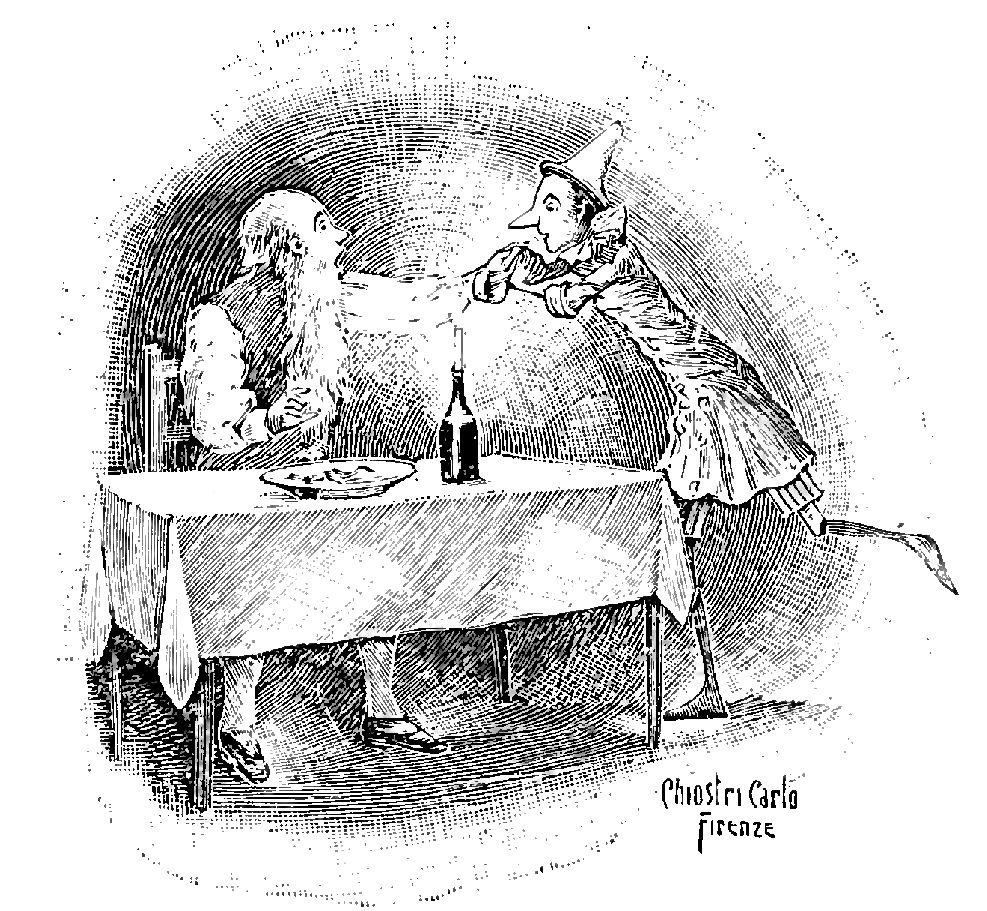
Pinocchio ritrova Geppetto

Geppetto è riuscito a sopravvivere grazie alle scorte di un bastimento mercantile carico di ogni bene, ingoiato dal Pesce-cane subito dopo di lui: ora però i viveri stanno per esaurirsi. Approfittando dell'asma di cui soffre il terribile mostro, che lo costringe di notte a dormire a bocca aperta, i due riescono a saltare fuori e a fuggire a nuoto.

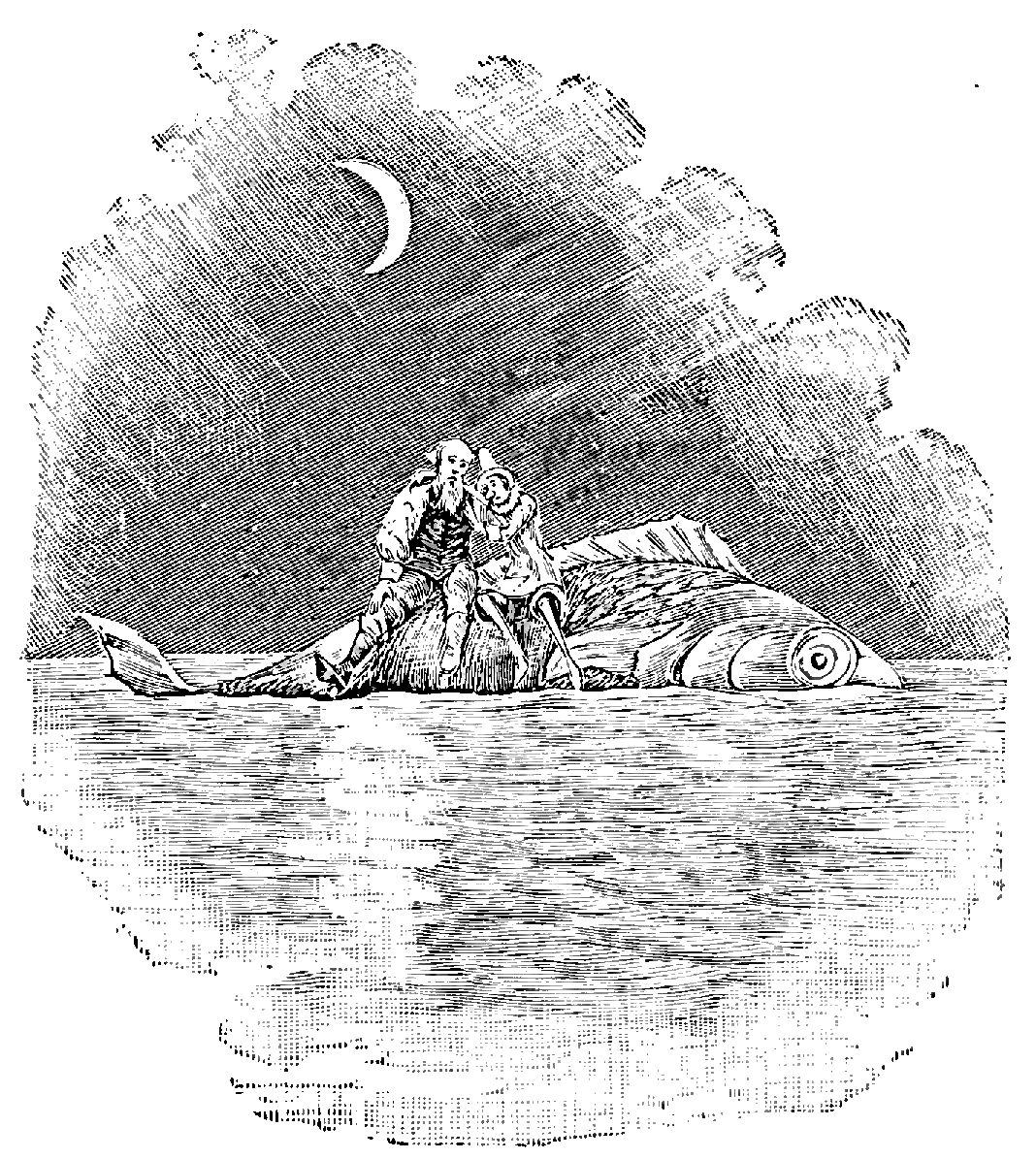
Pinocchio e Geppetto salvati dal Tonno

Pinocchio procede a bracciate nell'acqua portando in groppa il padre, che non sa nuotare, e sta per essere sopraffatto dalla stanchezza quando sopraggiunge il Tonno, che seguendo il loro esempio ha cambiato idea, decidendo di fuggire anche lui dal Pesce-cane, e li trasporta sulla sua groppa fino a riva. Giunti a riva, Pinocchio e Geppetto passano accanto a due mendicanti: altri non sono che il Gatto e la Volpe, ormai invecchiati e ridotti allo stremo delle forze. I due chiedono aiuto a Pinocchio, ma le loro scuse sono inutili: Pinocchio si beffa di loro dicendo che è la giusta punizione che si sono meritati per la loro disonestà.

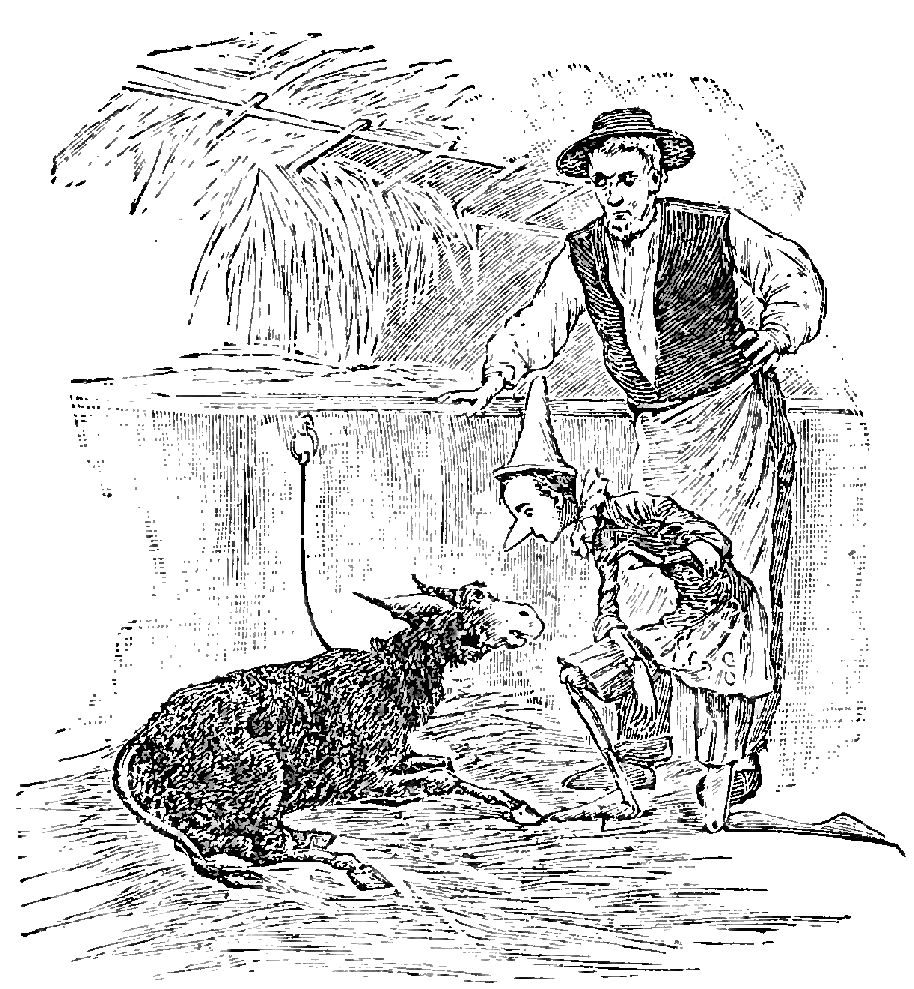
La morte di Lucignolo

Poco dopo i due trovano una capanna di paglia, di proprietà del Grillo Parlante, che afferma di averla avuta in dono da una capra dalla lana turchina. Pinocchio e Geppetto si sistemano al suo interno. Il burattino vorrebbe rimediare un po' di latte per suo padre, raffreddato per la traversata notturna in mare: il Grillo Parlante lo indirizza da Giangio, un ortolano e allevatore di mucche, che gli offre un lavoro, ovvero tirare su da una cisterna 100 secchi d'acqua per annaffiare le piante in cambio di un bicchiere di latte delle sue mucche. Pinocchio accetta e, a lavoro ultimato, l'ortolano gli dà il promesso latte, commentando inoltre che fino al giorno prima quel lavoro veniva svolto dal suo asinello, ormai in fin di vita. Vedendo tale animale, Pinocchio vi riconosce Lucignolo, quest'ultimo muore poco dopo.

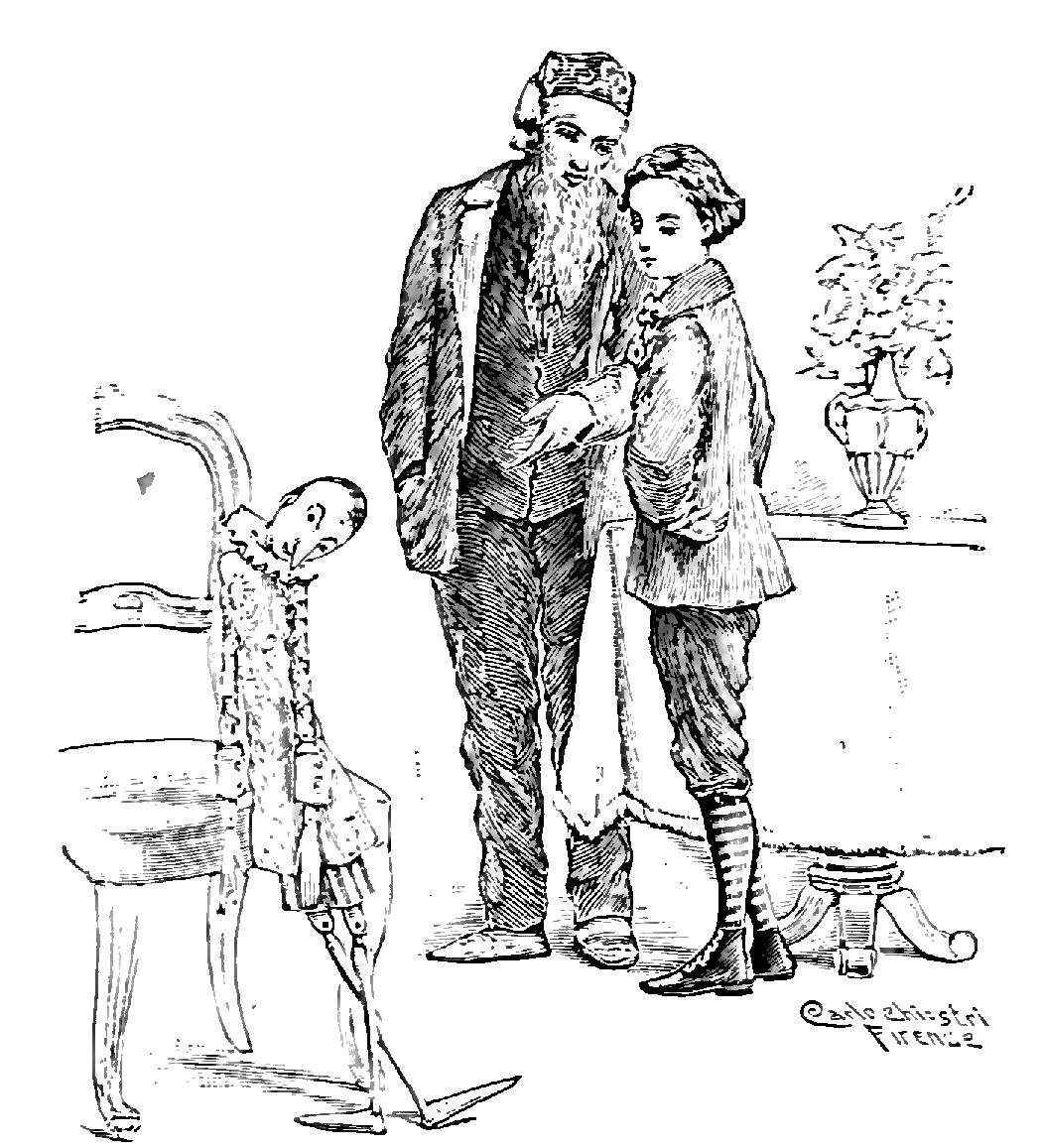
Pinocchio diventa un ragazzo

Per cinque mesi, avendo imparato a fabbricare cesti di giunco e continuando a lavorare per l'ortolano, Pinocchio costruisce anche una sedia a rotelle per portare a passeggio Geppetto nelle giornate di sole e dedicandosi allo studio. Un giorno, mentre sta andando al mercato per comprarsi un vestito nuovo, incontra la Lumaca, che lo informa che la fata giace in un letto d'ospedale, sommersa dai debiti e malata. Pinocchio le consegna i soldi che aveva messo da parte per il vestito e le dice di farli avere alla Fata, promettendone altri nei prossimi giorni, ed inizia a lavorare cinque ore di più ogni giorno rispetto a prima, così da guadagnare di più e poter mantenere entrambi i genitori. Quando quella stessa sera Pinocchio crolla addormentato, stanco per aver faticato molto durante il giorno, gli appare la Fata, la quale gli dice che, per il buon cuore che ha dimostrato assistendo suo padre e sua madre, gli perdona tutte le marachelle e gli annuncia di aver deciso che il suo desiderio è degno di essere realizzato. Al suo risveglio, Pinocchio si accorge che si è trasformato in un ragazzo in carne e ossa, che la capanna è diventata una bella casetta e che i suoi vecchi vestiti si sono trasformati in vestiti nuovi di zecca. In tasca trova un portamonete d'avorio con scritto che la fata gli restituisce i quaranta soldi trasformandoli in quaranta zecchini d'oro e lo ringrazia per il suo buon cuore. La casa non è più una vecchia capanna abbandonata ma una reggia e anche Geppetto si è trasformato: non è più un padre anziano e malato da accudire ma è tornato a essere l'arzillo falegname di una volta, nuovamente in grado di lavorare, e spiega al figlio che è stato il suo cambiamento ad aver reso tutto ciò possibile. Sorridendo, Geppetto indica a Pinocchio un burattino di legno, immobile e goffamente seduto su una sedia: è il vecchio ed inanimato corpo di legno di Pinocchio.

## Valore pedagogico del romanzo
La letteratura per ragazzi dell'Ottocento era orientata verso opere talvolta tristi e crudeli, come ad esempio quelle di Dickens (prima fra tutte Oliver Twist) che illustravano ai giovani lettori la dura condizione dei bambini durante la rivoluzione industriale, quasi come se l'obiettivo pedagogico fosse far capire fin da subito ai bambini e ai giovani le difficoltà della vita. Tutto ciò senza contare poi una certa influenza per il tenebroso, se non addirittura per l'orrido, ereditata dal romanzo gotico, che nell'Ottocento si è frequentemente intrecciato con il recupero di racconti e fiabe della tradizione popolare, come avvenuto in Germania con i Fratelli Grimm.
Considerando questa atmosfera, che era ormai consuetudine, non è dunque strano incontrare crudeltà e cattiveria (poi mitigate nel succedersi delle versioni) anche nell'opera di Collodi che, a rileggerla da adulti, potrebbe non sembrare tanto allegra (è sufficiente ricordare che nella prima versione il racconto termina con Pinocchio ucciso dal Gatto e la Volpe). L'autore non descrive l'infanzia come una fase felice della vita, ma come un momento in cui sono presenti sofferenza e miseria: Pinocchio, infatti, si ritrova spesso in situazioni pericolose da cui esce all'ultimo momento, tuttavia non ne fa mai tesoro e finisce per ripetere i propri errori, cacciandosi ogni volta in avventure ancora più rischiose.
Altro aspetto che caratterizza il romanzo è il realismo con cui viene descritto il mondo nel suo aspetto più duro e crudele, in cui la vita sociale è segnata dalla violenza, dalla sopraffazione, dalla cattiveria e dall'indifferenza tra le persone. Nelle sue avventure Pinocchio incontra molti personaggi perfidi, sempre pronti a sfruttare le debolezze altrui, e perfino le autorità come i carabinieri e i giudici, invece di tutelare gli inermi di fronte alle ingiustizie, puniscono e incarcerano gli innocenti.
Per meglio comprendere questa "durezza", bisogna tener presente che all'epoca quasi nessuno scrittore componeva davvero esclusivamente per il pubblico infantile; alcuni commentatori convengono che Pinocchio, piuttosto che una fiaba per ragazzi, sia in effetti un'allegoria della società moderna, uno sguardo impietoso sui contrasti tra rispettabilità e libero istinto, in un periodo (fine Ottocento) di grande severità nell'attenzione al formale. L'originalità di Pinocchio è dovuta al fatto che questo realismo si esprime attraverso elementi magici e fantastici.
Pinocchio, come dice Marco Belpoliti, è un "eroe della fame" e la fame non appartiene solo ai bambini, tanto che lo stesso Geppetto ne soffre e ha messo sul focolare una pentola dipinta sul muro.
In ogni caso, poiché il pubblico del romanzo è composto da ragazzi, Collodi si sofferma molto su aspetti pedagogici, inserendo ammonizioni e riflessioni di carattere moralistico: si invita quindi a rinunciare alle perdite di tempo per dedicarsi allo studio, al duro lavoro e al risparmio, evitare le cattive compagnie. Proprio considerando questi insegnamenti, il libro può essere considerato un piccolo romanzo di formazione. All'inizio Pinocchio non ha rispetto ed attenzione né per quello che gli dice il papà Geppetto né per le raccomandazioni del Grillo Parlante e finisce sempre per farsi traviare da cattive amicizie e cacciarsi nei guai. Sono le esperienze negative e i buoni consigli della Fata Turchina a condurlo sulla retta via; avendo capito l'importanza dello studio e del lavoro, il burattino viene così trasformato in un bambino.

## Interpretazioni della figura di Pinocchio
La figura di Pinocchio e tutto il racconto delle sue avventure si prestano a varie interpretazioni a seconda del diverso approccio (sociologico, psicanalitico, esoterico, religioso e così di seguito).

### Lettura esoterica
(Elémire Zolla)
Delle Avventure di Pinocchio è stata data anche un'interpretazione esoterica, basata tra l'altro sul fatto che Collodi apparteneva probabilmente a una loggia massonica fiorentina; secondo tale lettura, Pinocchio conterrebbe diversi elementi simbolici appartenenti all'antichissima tradizione magica e sotterranea della letteratura italiana, che parte da Apuleio e, attraverso la poesia medioevale di Federico II e Dante Alighieri, approda all'esoterismo del Rinascimento. Pinocchio, in quest'ottica, non è che la storia di un'iniziazione: una marionetta di legno, simbolo della meccanicità della persona, che aspira a ritrovare la sua anima.
I nomi dei personaggi farebbero capo infatti a una precisa terminologia alchemica: Pinocchio sarebbe un composto di pino, albero che nell'ermetismo allude alla ghiandola pineale, e di occhio, ossia la visione associata a tale ghiandola; Mangiafuoco corrisponderebbe a Mammona, che nei Vangeli è equiparato al denaro e più propriamente al potere della mondanità, mentre in Lucignolo è rinvenibile Lucifero che, come il Gatto e la Volpe, cioè le passioni del corpo, distraggono Pinocchio dalla scuola ossia dalla possibilità di accedere alla Conoscenza; nella Fata Turchina si esprimerebbe l'archetipo della Grande Madre, assimilabile a Iside ma anche alla Madonna cristiana, che aiuta infine Pinocchio a ricongiungersi col Padre.
Anche le singole vicende della storia conterrebbero chiavi interpretative attinte dal filone spirituale della classicità letteraria: ad esempio la trasformazione in asino, che rappresenta la caduta nell'animalità, ricalca l'analogo episodio presente nelle Metamorfosi di Apuleio e ne L'asino di Niccolò Machiavelli o la fagocitazione di Pinocchio da parte del Pesce-cane, che ricorda il racconto biblico del profeta Giona inghiottito da una balena, all'interno della quale giunge a ravvedersi e a ritrovare lo spirito di obbedienza a Dio.

### Lettura teologica
(Giacomo Biffi)
Una visione cattolica del capolavoro di Collodi è offerta dalle riflessioni del cardinale Giacomo Biffi nei libri Contro maestro Ciliegia: commento teologico a "Le avventure di Pinocchio" e Il mistero di Pinocchio e in altri suoi interventi.
Biffi sostiene che, al di là della laicità dell'autore e delle sue stesse intenzioni, è possibile leggere le vicende del burattino in parallelo con la storia della salvezza secondo il credo cattolico ed elenca a tal fine sette misteri, cioè sette punti chiave, presenti nel racconto:
1. il creatore che è padre: Geppetto, come Dio, pur avendo costruito la sua creatura da una materia grezza, da subito sceglie di considerarlo come suo figlio, ad assumere la sua stessa natura;
2. il male interiore: a Pinocchio, come all'uomo, viene detto qual è il suo bene, ma disobbedisce scegliendo sempre l'alternativa peggiore;
3. il male esteriore alla creatura: Pinocchio, come l'uomo, è insidiato da intelligenze maligne, diabolicamente più astute di lui (il Gatto e la Volpe, l'Omino di burro);
4. la mediazione redentiva: Pinocchio non avrebbe alcuna possibilità di salvezza senza l'intervento della Fata Turchina e di altre creature benevole, con ruolo analogo a quello che, nel pensiero cristiano, hanno gli angeli, i santi e, soprattutto, la Chiesa;
5. il padre, unica sorgente di libertà: Pinocchio non resta prigioniero di Mangiafoco perché, a differenza degli altri burattini, ha un padre ed è consapevole di ciò. La liberazione, dunque, sarebbe frutto del sentirsi partecipi di una realtà superiore ai tiranni e al potere di questo mondo;
6. la transnaturazione: Pinocchio assume la natura del padre quando realizza nel suo essere la vocazione filiale e cambia vita per amore di Geppetto;
7. il duplice destino: mentre Lucignolo rimane asino fino a quando muore, Pinocchio, con due interventi ex machina della Fata Turchina, prima ritorna burattino e poi riceve una nuova vita.

La Fata rappresenta, secondo Biffi, il principio della grazia cioè "la necessaria mediazione salvifica, che secondo la fede è svolta dal Figlio di Dio fatto uomo, il quale prolunga la sua azione nella storia per mezzo della Chiesa".
Oltre alle opinioni di Biffi, sono da segnalare altri autori che concordano con il prelato (come Franco Nembrini, che nel suo libro "L'avventura di Pinocchio", riprende l'idea di Biffi) o se ne discostano anche tenendo conto del punto di vista protestante.

## Personaggi
I personaggi principali del romanzo di Carlo Collodi sono il protagonista Pinocchio, Geppetto, il Grillo parlante, Mangiafuoco, il Gatto e la Volpe, la Fata dai capelli turchini, Lucignolo, L'Omino di burro e Il Terribile Pesce-cane.

## Lo stile
Collodi usa una lingua semplice, un fiorentino agile e concreto, lontano dal modello manzoniano de I promessi sposi che si ispirava al fiorentino parlato dalle persone colte. Con esso però collaborò alla diffusione della lingua toscana in Italia.
L'italiano di Collodi è estremamente versatile, imbevuto di fiorentinismi (berciare per gridare, moccichino per fazzoletto, trappolare per ingannare) e costruzioni idiomatiche: dislocazioni (ma la casacca non l'aveva più), concordanze a senso (come ce n'è tanti). Nel corso fluido e spesso arguto del testo, non mancano deviazioni parodistiche del linguaggio stesso, come il discorso di presentazione del ciuchino Pinocchio da parte del direttore del Circo (Non starò qui a farvi menzogne delle grandi difficoltà da me soppressate (...) ch'io vi inviti al diurno spettacolo di domani sera (...) alle ore undici antimeridane del pomeriggio).

## Immagini proverbiali

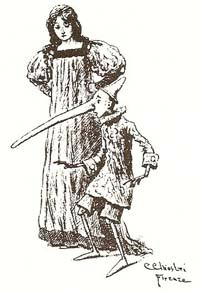
Le bugie dal naso lungo

Molti concetti e situazioni espressi nel libro, di ritorno, sono divenuti proverbiali e hanno creato luoghi comuni frequentemente usati non solo in Italia. Ad esempio:
- il naso lungo, comunemente attribuito a chi mente. La Fata infatti dice: "Le bugie, ragazzo mio, si riconoscono subito! Perché ve ne sono di due specie: vi sono le bugie che hanno le gambe corte, e le bugie che hanno il naso lungo: la tua per l'appunto è di quelle che hanno il naso lungo".
- "ridere a crepapelle", in riferimento al serpente che muore scoppiando a ridere quando Pinocchio cade mentre lo scavalca.
- il Paese dei balocchi, per indicare quello che sembra un luogo di Cuccagna ma in realtà nasconde ben altro.
- "i soldi non crescono sugli alberi", invece, viene attribuito al Campo dei Miracoli, per insegnare che i soldi non si guadagnano con la fantasia, ma bensì con ingegno e lavoro.

Allo stesso modo, molti dei personaggi sono divenuti per antonomasia modelli umani tipici, ancora oggi citati frequentemente nel linguaggio comune, come ad esempio:
- "Grillo Parlante" per indicare chi si prodiga a dare consigli saggi ma rimane inascoltato o viene addirittura considerato un seccatore;
- "Mangiafoco" per indicare un tipo burbero e irascibile ma che magari, sotto sotto, nasconde un cuore d'oro;
- "Il Gatto e la Volpe" per indicare una coppia di elementi poco raccomandabili;
- "Lucignolo" per etichettare un ragazzo ribelle e scapestrato;
- lo stesso "Pinocchio", divenuto sinonimo di "bugiardo" oppure utilizzato per indicare una persona con un naso lungo.

## Accoglienza

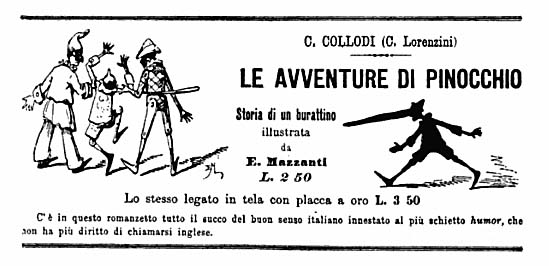
Pubblicità della prima edizione del libro nel Corriere del Mattino del 14 febbraio 1883

L'accoglienza riservata all'opera non fu immediatamente cordiale: l'allora imperante perbenismo, rappresentato dalla moderata critica letteraria allora avvezza a testi più borghesi, ne sconsigliò, addirittura, la lettura ai ragazzi "di buona famiglia" (per i quali, taluno soggiunse, poteva trattarsi di una perniciosa potenziale fonte d'ispirazione).
Su tutt'altro versante, le istituzioni rabbrividirono nel vedere, per la prima volta, dei carabinieri coinvolti in un'opera di fantasia, e reagirono ricercando eventuali motivazioni per il sequestro del libro, scoprendo però che non ve ne era alcuna. Il libro incontrò invece un successo popolare di difficile paragone, rimanendo tuttora uno dei più grandi capolavori letterari.

## Influenza culturale

### Pinocchiate
A partire dal grande successo del libro di Collodi si sviluppò anche una letteratura parallela di storie scritte da altri autori e che avevano per protagonista Pinocchio. Tale fenomeno prende il nome di Pinocchiate.
In queste storie Pinocchio fa i mestieri più disparati, va nei posti più esotici, ha parenti e figli e fonda persino una repubblica.

### Il caso Tolstoj
Nel 1936 Aleksej Nikolaevič Tolstoj scrisse una versione alternativa della storia in russo, intitolata La piccola chiave d'oro o Le avventure di Burattino. La storia parte in modo molto simile a quella di Pinocchio ma dopo l'incontro con i burattini di Barabas (Mangiafuoco) la trama diverge completamente. Questo libro è stato tradotto in italiano col titolo Il compagno Pinocchio (pubblicato nel 1984 da Stampa Alternativa). Da quest'opera sono stati tratti anche due film di animazione: Zolotoj ključik (La chiave d'oro, 1939), regia di Aleksandr Ptuško e Priključenija Buratino (Le avventure di Burattino, 1959) di Ivan Ivanov-Vano, e un film televisivo live-action (1976).

### Altri libri
Tra le riscritture di autori italiani si segnalano i seguenti:
- Commento alla vita di Pinocchio di Luigi Compagnone, Marotta, 1966; poi La vita nova di Pinocchio, Vallecchi, 1971; Baldini Castoldi Dalai, 2004 e La ballata di Pinocchio, Stampatori, 1980; Mondadori, 2002.
- La filastrocca di Pinocchio di Gianni Rodari e Raoul Verdini, Editori riuniti, 1974.
- Pinocchio con gli stivali di Luigi Malerba, Cooperativa scrittori, 1977; Mondadori, 1988.
- Pinocchio: un libro parallelo di Giorgio Manganelli Einaudi, 1977; Adelphi 2002.
- Vittorino Andreoli riscrive «Pinocchio» di Carlo Collodi, Milano, BUR, 2019, ISBN 978-88-17-10840-9.
- Mastro Geppetto di Fabio Stassi, Palermo, Sellerio, 2021, ISBN 978-8806214302.

## Illustratori italiani per Pinocchio
Numerose edizioni illustrate del romanzo sono state realizzate; fra gli artisti italiani ci furono i seguenti i quali, spesso, si sono ispirati alle prime illustrazioni realizzate da Mazzanti, Chiostri e Mussino.
- Ugo Fleres, Giornale per i bambini, 1881-1883
- Enrico Mazzanti, Felice Paggi, 1883
- Enrico Mazzanti-Giuseppe Magni, Felice Paggi, 1884
- Carlo Chiostri, Bemporad, 1901
- Attilio Mussino, Bemporad, 1910-1911
- Sto, Ed. Libreria Italiana, 1921
- Attilio Mussino - F. Vicoli, Bemporad, 1922
- Henri Comparini, Barion, 1922
- Corrado Sarri, Soc. Ed. Toscana, 1923
- Luigi e Maria Augusta Cavalieri, Salani, 1924
- Giove Toppi, Nerbini, 1924
- Americo Grieco, Bietti, 1924
- Piero Bernardini, 1924
- Alberto Bianchi, Bietti, 1926
- Fiorenzo Faorzi, 1934-5
- Giacinto Galbiati, 1940
- Giovanni Manca, 1941
- Vittorio Accornero de Testa, 1942
- Giovanni Battista Galizzi, 1942
- Giuseppe Porcheddu, 1942
- Gaetano Vitelli, 1943
- Jonni, 1943
- Amorelli, 1943
- Nils Martellucci, 1943
- Benito Albi Bachini, 1944
- Roberto Lemmi, 1944
- Nico Rosso, 1944
- Vsevolode Nicouline, 1944
- Giovanni Mosca, 1944
- Rino Albertarelli, 1944
- Antonio Zetto, 1944
- Fiorenzo Faorzi, 1944
- Carlo Bisi, 1945
- Benito Jacovitti, 1945
- Marino Guarguaglini, 1945
- Gianbattista Conti, 1945
- Nicola Lupaiuolo, 1945
- Ferdinando Corbella, 1945
- Gastone Rossini, 1947
- Leonardo Mattioli, 1955
- Alberto Longoni, 1963
- Romano Rizzato, 1965, 2010
- Golpe, 1981
- Sigfrido Bartolini, edizione del centenario edita dalla Fondazione Nazionale Carlo Collodi, 1983
- Lorenzo Mattotti, Albin Michel, 1990; con disegni e studi inediti, Bompiani, 2019
- Roberto Innocenti (edizione del 1991)
- Emanuele Luzzati, Nuages, 1996; Mondadori, 2018
- Giancarlo Montelli, Odradek Edizioni, 2000
- Nicoletta Ceccoli, Mondadori, 2001
- Manuela Santini, Mondadori, 2008
- Ferenc Pinter, 2008
- Massimiliano Frezzato, 2009
- Guido Scarabottolo, 2009
- Luigi De Pascalis, 2011
- Fabio Mauro ed Enrico Krasnik, (tavole realizzate nel 1940 ma vietate dalla censura fascista), I ed. Giunti, 2016
- Giampaolo Talani, De Paoli, 2016
- P. Vasquez Anton, La Mano, 2018
- Ugo Nespolo, Firenze, Giunti, 2018
- Simone Stuto, Palermo, il Palindromo, 2019
- Iacopo Bruno, Milano, Rizzoli, 2021
- Maurizio Carnevali, Torino, Patrimoni d'arte, 2025

## Adattamenti
Molti autori si sono ispirati al personaggio frutto della fantasia di Collodi in diverse forme d'arte: in particolare, sono numerosissime le riduzioni teatrali e cinematografiche, ma non mancano riferimenti collodiani anche in musica, fumetti e altre arti ancora.

### Cinema
L'adattamento più celebre del romanzo di Collodi è probabilmente Pinocchio realizzato come film cinematografico animato prodotto da Walt Disney e uscito nelle sale statunitensi nel 1940: dopo un iniziale insuccesso, negli anni ha ottenuto un'enorme fama e dal 1994 è incluso nell'elenco delle opere filmiche da preservare. Meno fortunata è stata invece la trasposizione cinematografica del 2002 diretta da Roberto Benigni, che ha anche interpretato il personaggio principale, rivelatosi un flop al botteghino e negativamente recensito da gran parte della critica.

#### Lungometraggi
- Film dal vivo:
  - 1939: Pinocchio - La chiavetta d'oro (Zolotoj ključik), regia di Aleksandr Ptuško - Basato sulla versione tolstoiana del racconto di Collodi. La voce del burattino (rappresentato nel film da un pupazzo) è affidata all'attrice Ol'ga Šaganova-Obrazcova.
  - 1947: Le avventure di Pinocchio, regia di Gianetto Guardone
  - 1971: Le avventure erotiche di Pinocchio (The Erotic Adventures of Pinocchio), regia di Corey Allen
  - 1976:  Priključenija Buratino, film sovietico televisivo in due parti, regia di Leonid Nechayev
  - 1996: Le straordinarie avventure di Pinocchio (The Adventures of Pinocchio), regia di Steve Barron
  - 1999: Il mondo è magia - Le nuove avventure di Pinocchio (The New Adventures of Pinocchio), regia di Michael Anderson
  - 2000: Geppetto, regia di Tom Moore
  - 2002: Pinocchio, regia di Roberto Benigni
  - 2019: Pinocchio, regia di Matteo Garrone
  - 2022: Pinocchio, regia di Robert Zemeckis

- Film d'animazione:

Rappresentazioni animate del protagonista da Pinocchio (1940), Un burattino di nome Pinocchio (1971) e Pinocchio di Guillermo del Toro (2022).

  - 1936: Le avventure di Pinocchio, regia di Umberto Spano e Raoul Verdini - Avrebbe dovuto essere il primo film d'animazione italiano e il primo basato sul romanzo collodiano, ma non fu mai completato per difficoltà produttive e mancanza di finanziamenti e anche successivamente rimase incompiuto.
  - 1940: Pinocchio (id.), regia di Hamilton Luske e Ben Sharpsteen, prodotto da Walt Disney - Primo film d'animazione finito su Pinocchio.
  - 1959: Le avventure di Pinocchio (Priključenija Buratino), regia di Ivan Ivanov-Vano e Dmitrij Babičenko
  - 1971: Un burattino di nome Pinocchio, regia di Giuliano Cenci
  - 1987: I sogni di Pinocchio (Pinocchio and the Emperor of the Night), prodotto dalla Filmation
  - 2004: Pinocchio 3000 (id.), regia di Daniel Robichaud - Conosciuto anche col titolo alternativo di P3K, è il primo film in CGI su Pinocchio.
  - 2007: Bentornato Pinocchio, regia di Orlando Corradi
  - 2012: Pinocchio, regia di Enzo D'Alò
  - 2021: Pinocchio: A True Story, regia di Vasiliy Rovenskiy
  - 2022: Pinocchio di Guillermo del Toro, regia di Guillermo del Toro

#### Mediometraggi
- Film dal vivo:
  - 1911: Pinocchio, regia di Giulio Antamoro (durata: 42 minuti) - Primo film tratto dal romanzo di Collodi. Il cast è interamente composto da attori adulti, il protagonista è interpretato dal comico italo-francese Ferdinand Guillaume detto Polidor.
- Film d'animazione:
  - 1992: Pinocchio, regia di Roger Scott Olsen della casa di produzione Golden Films (durata: 49 minuti) - Le voci sono quelle dell'attrice Jeannie Elias (Pinocchio), e degli attori Cam Clarke (grillo parlante, Lucignolo) e Jim Cummings (Geppetto, Mangiafuoco).
  - 2004: Pinóquio, della casa di produzione Video Brinquedo (durata: 46 minuti circa)

### Danza
- Pinocchio - The Ballet, balletto in due atti su musiche di Enrico Melozzi, coreografie di Ivan Cavallari e scene di Edoardo Sanchi. L'opera, composta per la West Australian Symphony Orchestra (WASO) e per il West Australian Ballet (WAB), è andata in scena nel settembre del 2012 al His Majesty's Theatre di Perth, e successivamente ripresa con successo all'Opera di Strasburgo.

### Fumetto
Il libro di Collodi e il burattino protagonista hanno ricevuto numerose versioni a fumetti, sia fedeli sia liberamente ispirate.
- Versioni fedeli (lista incompleta):
  - In Spagna, diversi fumettisti si sono cimentati con Collodi, fra cui Salvador Bartolozzi in Pinocho (Calleja, 1925), Salvador Mestres in Aventuras de Pinocho (Cliper, 1944) e Martz Schmidt in Pinocho (Bruguera, 1957).[37]
  - Jacovitti ha realizzato ben tre versioni della storia, in periodi e stili diversi. La prima versione è rappresentata dalle illustrazioni del 1945.
  - Versione a fumetti di Pinocchio, edito dalla Casa Editrice Nerbini con adattamento del testo a cura di Marcello Serra e con illustrazioni di Aurelio Galleppini, edizione 1947.[38]
  - Una versione della storia di Pinocchio, secondo il modello delle tavole del Corriere dei Piccoli, venne pubblicata dalla De Agostini di Novara nel 1948 con le illustrazioni di Sto e i versi di Grisostomo, uno pseudonimo sotto cui si celava l'illustre bibliografo Marino Parenti.
  - Una riduzione a fumetti del personaggio collodiano, ambientata nella scenografia del golfo ligure del Tigullio (Rapallo), è stata realizzata negli anni ottanta dal fumettista Luciano Bottaro.
  - Le avventure di Pinocchio, illustrate da Monti (Antonio Montanaro), Trento, Edizioni del Faro, 2020, ISBN 978-88-5512-092-0.
  - Pinocchio di Osamu Tezuka (1952), Kappalab, 2022, ISBN 978-88-8545-742-3.
- Versioni liberamente ispirate (lista incompleta):
  - Pinocchio, edizioni Metro-Bianconi (1974-1993), di Alberico Motta e Sandro Dossi, fumetto con libera interpretazione del personaggio di Collodi, ambientato in epoca moderna, incontrato sul tema del conflitto generazionale.
  - Pinocchio Super-Robot di Max Bunker e Giampaolo Chies (1981, Editoriale Corno), versione fantascientifica in bianco e nero. In questa storia Pinocchio è un piccolo robot che viene innocentemente coinvolto in traffici illegali e altre losche vicende.
  - Pinocchio - La storia di un bambino di Ausonia (2007, Pavesio). In questa versione di Pinocchio, la storia originale di Collodi viene letta "al contrario" per ribaltarne il contenuto morale: Pinocchio è un fantoccio di carne realizzato da un macellaio che vive in un mondo di marionette.
  - Pinocchio, il colore della notte (2023, Elia Mazzantini). Romanzo a fumetti che vede la storia sotto il punto di vista della Fata dai Capelli turchini.
  - Turchina (2023, Elena Triolo). Romanzo biografico a fumetti che racconta la storia dell'autore con la famiglia Ragioneri, in particolare con la figlia Giovanna, che divenne la principale ispirazione per il personaggio della Fata.
  - Agenzia investigativa Carlo Lorenzini di Manfredi Toraldo, Luca Baino, Jacopo Tagliasacchi, Virginia Chiabotti, Elisabetta Barletta, Valeria Rossotto, Andrea Broccardo, Giorgia Lanza (2016, Manfont). In quest'opera i personaggi delle fiabe diventano persone in carne e ossa; Pinocchio prende il nome del suo autore facendo da garante fra i personaggi delle storie.
  - Il circo di mezzanotte di Mike Mignola, racconto breve della saga di Hellboy in cui compare il burattino e la sua storia funge da metafora per tutto il racconto[39].

### Musica
Sono vari i musicisti che nel tempo si sono ispirati a Le avventure di Pinocchio per comporre le proprie canzoni, talvolta dedicando al burattino veri e propri tributi (come nel caso della classica canzone, Lettera a Pinocchio, cantata da Johnny Dorelli dei primi anni sessanta), e talvolta prendendo la storia di Pinocchio a pretesto per parlare di altro, e quindi usandola come metafora (come nel caso di Edoardo Bennato).
Chris Fehn, uno dei percussionisti del gruppo rock Slipknot, usa una maschera il cui volto ricorda quello di Pinocchio (il naso della maschera misura ben 19 centimetri).

#### Concept album e opere musicali
- 1973: Latte e Miele, Papillon
- 1977: Edoardo Bennato, Burattino senza fili
- 1991: Heather Parisi, Io, Pinocchio
- 2002: Pooh, Pinocchio - Colonna sonora dell'omonimo musical.
- 2012: Sulutumana, Oggi non so leggere - 10 canzoni per Pinocchio

#### Brani
- 1953: Ballata a Pinocchio Alfredo Incerpi/Leonello Incerpi), inciso da Nilla Pizzi (Orchestra Angelini) su 78 giri Cetra DC 5677.
- 1959: Lettera a Pinocchio (Mario Panzeri), eseguito per la prima volta durante la prima edizione dello Zecchino d'Oro e portato successivamente al successo da Johnny Dorelli.
- 1972: Storia di Pinocchio (Fiorenzo Carpi), cantato da Nino Manfredi per lo sceneggiato televisivo Le avventure di Pinocchio di Luigi Comencini.
- 1972: La ballata di Pinocchio, dall'album I mali del secolo di Adriano Celentano.
- 1973: Il bombarolo, dall'album Storia di un impiegato di Fabrizio De André.
- 1976: Franz è il mio nome, dall'album La torre di Babele di Edoardo Bennato.
- 1980: Pinocchio: perché no?, sigla della serie animata giapponese Le nuove avventure di Pinocchio cantata da Luigi Lopez.
- 1981: Bambino Pinocchio, sigla della serie animata tedesco-giapponese Bambino Pinocchio cantata da Cristina D'Avena, al suo debutto come cantante professionista.[40]
- 1984: Pinocchio Chiò, eseguito da Pippo Franco.
- 1992: Il paese dei balocchi, dall'album omonimo di Edoardo Bennato.
- 1996: Burattino senza fichi, dall'album Eat the Phikis di Elio e le Storie Tese.
- 2003: Nel Paese dei Balordi, dall'album Verità supposte del cantante rap italiano Caparezza.
- 2008: Pinocchio Story, dall'album 808s & Heartbreak di Kanye West.

#### Videoclip
- La cantante francese Mylène Farmer interpreta nel videoclip della canzone Sans contrefaçon (1987) un originale Pinocchio che nel momento di diventare bimbo vero si rivelerà essere donna e s'innamorerà di Geppetto, il suo babbo. A causa delle scene ambigue e del testo innovativo la canzone diventerà uno dei maggiori inni gay in Francia[41].
- Baby Goddamn (2021) Tananai, Pinocchio è tra i personaggi nella realtà grottesca del video musicale.

#### Opere e concerti
- 16/02/2018: Pinocchio, una favola in musica - Concerto presso la Sala Sinopoli dell'Auditorium Parco della Musica a Roma con testo letto da Edoardo Leo e accompagnato dall'Orchestra Giovanile di Roma diretta dal maestro Vincenzo Di Benedetto.
- Pinocchio, opera lirica in due atti scritta e composta dalla compositrice italo-russa Natalia Valli.

### Teatro
- 1961: Pinocchio, regia di Carmelo Bene, rappresentato fino al 1999.
- 1992: Pinocchio, ahi! Mi hai fatto male!, spettacolo teatrale con brani originali del cantautore italiano Leonardo Vecchi interamente ispirato alla stesura originale (1881) del romanzo. Si conclude al XV capitolo con l'impiccagione del burattino.
- 2003: Pinocchio - Il grande musical, musical di Saverio Marconi con musiche dei Pooh, produzione della Compagnia della Rancia.
- 2009: Le Avventure di Pinocchio, musical di Mario Restagno con musiche di Walter Orsanigo e Aldo Florian.[42]
- 2011: La vera storia di Pinocchio raccontata da lui medesimo, di e con Flavio Albanese, musiche di Fiorenzo Carpi, produzione Piccolo Teatro di Milano-Teatro d’Europa.
- 2011: L'altro Pinocchio, musical di Vito Costantini con musiche di Antonio Furioso, tratto dal libro L'altro Pinocchio (Editrice La Scuola, Brescia 1999).
- 2012: Pinocchio. Storia di un burattino da Carlo Collodi, scritto, diretto e interpretato da Massimiliano Finazzer Flory.
- 2016: Pinocchio, regia di Antonio Latella con protagonista Christian La Rosa, produzione Piccolo Teatro di Milano.
- 2019: Mangiafoco, scritto e diretto da Roberto Latini con musiche di Gianluca Misiti e interpretato da Elena Bucci, Marco Manchisi e Marco Sgrosso, produzione Piccolo Teatro di Milano.
- 2020: Aranykulcsocska, avagy Burattino kalandjai, opera composta da Mester Dávid, adattamento teatrale della versione russa.
- 2025: Pinocchio Musical, scritto e diretto da Melina Pellicano con musiche e lire di Stefano Lori e Marco Caselli e interpretato da Pino & gli anticorpi produzione DPM Produzioni Srls.

### Televisione

#### Film televisivi
- 1967: Pinocchio, regia di Walter Beck Ron Merk.
- 1976: Pinocchio, regia di Ron Field e Sid Smith.
- 1980: Pinocchio' s Christmas, regia di Jules Bass e Arthur Rankin, Jr. Reinterpretazione natalizia del romanzo.

#### Serie televisive
Il carattere episodico rende il romanzo Le avventure di Pinocchio particolarmente adatto a trasposizioni lunghe, come quelle televisive. Fra le varie versioni, lo sceneggiato televisivo di Luigi Comencini del 1972 trasmesso a puntate sul primo canale della Rai è ricordato per il suo grandissimo successo popolare.
- Serie dal vivo:
  - 1959: Le avventure di Pinocchio, regia di Enrico D'Alessandro e Cesare Emilio Gaslini.
  - 1972: Le avventure di Pinocchio, regia di Luigi Comencini, sei puntate.
  - 1978: Pinocchio, regia di Barry Letts, due puntate.
  - 1984: Pinocchio, terzo episodio della terza stagione della serie TV live-action Nel regno delle fiabe, regia di Shelley Duvall.
  - 2009: Pinocchio, regia di Alberto Sironi, due puntate.
  - 2012: Colorado - 'Sto classico- la prima puntata è una rivisitazione di Pinocchio che si interroga su chi abbia davvero sbagliato, regia di Lelle Biscussi.
  - 2013: Pinocchio, regia di Anna Justice, due puntate.
  - 2018: C'era una volta serie prodotta da ABC Studios; Pinocchio compare in 20 puntate.
- Serie animate:
  - 1959: Mel-O-Toons, serie animata statunitense, interpretazione di alcune note fiabe e leggende.
  - 1961: The New Adventures of Pinocchio della Rankin/Bass Productions diretta da Jules Bass, Arthur Rankin, Jr. e Tadahito Mochinaga - Un adattamento statunitense che ha utilizzato la tecnica di animazione in stop-motion.
  - 1972: Le nuove avventure di Pinocchio (Kashi no Ki Mokku) della Tatsunoko Production diretta da Seitarô Hara - Si tratta di una versione molto rivisitata del romanzo di Collodi, avendo toni più drammatici rispetto all'opera originale. Le voci sono quelle degli attori Yuuko Maruyama (Pinocchio) e Minoru Yada (Geppetto), doppiate in italiano rispettivamente da Fabio Boccanera e Aldo Barberito.
  - 1976: Pinocchio (Pikorīno no bōken), regia di Shigeo Koshi e Hiroshi Saitō - Le voci sono quelle dell'attrice Masako Nozawa (Pinocchio) e dell'attore Junji Chiba (Geppetto), doppiate in italiano rispettivamente dagli attori Rori Manfredi e Dario Ghirardi.
  - 1979: Pinocchio, episodi 124-127 della serie animata Le più belle favole del mondo (Manga sekai mukashi banashi) prodotta da Dax International e Madhouse (Giappone) - La serie iniziata nel 1976 narra alcuni racconti e leggende, sia mitologici che altre fiabe, e in questa saga vengono raccontati abbastanza fedelmente i fatti più importanti. Le voci narranti originali sono quelle di Akira Nagoya, Mariko Miyagi.
  - 1981: L'episodio 43 dell'anime Calendar Men " Pinocchio e il Cosmo-Pavone" è dedicato al romanzo.
  - 1987: Pinocchio Penguin, episodio della serie animata Hello Kitty's Furry Tales Theater, con protagonisti i personaggi di Hello Kitty in cui Pinocchio è un pinguino.
  - 1988: Pinokio, episodio della serie anime Funky Fables (Ponkikki meisaku wārudo).
  - 1994: Pinocchio, episodio della serie con pupazzi animati Libri in TV.
  - 1995: Pinocchio, episodio della serie Le fiabe più belle (Anime sekai no dōwa), regia di Ryūichi Sugimoto - Le voci sono quelle di Minami Takayama / Deborah Morese (Pinocchio); Hiroko Emori / Lara Parmiani (Fata turchina); Riccardo Peroni (Grillo parlante); e Debora Magnaghi (Lucignolo).
  - 1995: Pinocchio, episodio 22 della serie animata Tre gemelle e una strega.
  - 1997: Pinocchio, episodio della serie Happily Ever After: Fairy Tales for Every Child - Riadattamento in chiave musical con la voce di Will Smith nel ruolo di Pinocchio.
  - 1997: Pinocchio, episodio della serie animata Lupi, streghe e giganti- versione molto libera.
  - 2010: Simsalagrimm, terza stagione, episodio 21, titolo: Pinocchio.
  - 2013: Ever After High: uno dei personaggio è Cedar Wood, figlia ribelle del protagonista.
  - 2016: Regal Academy- compaiono diversi personaggi della storia.
  - 2020: JJ Villard's Fairy Tales, Pinocchio: episodio 4.
  - 2021: Il villaggio incantato di Pinocchio ( Italia), serie animata in 52 episodi in cui Pinocchio vive avventure con i figli di altri personaggi delle più iconiche fiabe in un piccolo regno.
  - 2021: Pinocchio and Friends, serie animata prodotta dalla Rainbow Productions, regia di Iginio Straffi. La serie rielabora e modifica la storia nel mondo moderno.

### Videogiochi
Videogiochi su Pinocchio:
- Pinocchio (1984) per Commodore 64, forse il primo pubblicato commercialmente, nella collana italiana da edicola Commodore Club[44]
- Pinocchio (1993) per CDTV e Amiga CD32, sviluppato in Italia con AMOS BASIC e pubblicato da Giunti Multimedia in varie lingue, comprende una narrazione della storia e un videogioco[45]
- Pinocchio (1995) per Mega Drive, Game Boy e SNES, basato sul film classico Disney
- The Adventures of Pinocchio (1996) per Windows, basato sul film Le straordinarie avventure di Pinocchio
- The Adventures of Pinocchio (1997), edizione DVD del film Le straordinarie avventure di Pinocchio, contiene anche due semplici videogiochi
- La Rivincita dei Cattivi (1999) per CD-ROM, compaiono il Grillo Parlante, La Fata Azzurra e il laboratorio di Geppetto, e inizialmente era previsto anche Stromboli ( la versione Disney di Mangiafuoco).
- Pinocchio (2007) per PlayStation 2 e Nintendo DS
- American McGee's Grimm: Pinocchio (2009) per Windows, un episodio
- Kingdom Hearts (2002-presente) per PlayStation 4
- Pinocchio's Puzzle (2011) per Wii
- #Pinocchio: Super Puzzles Dream (2021) per Nintendo Switch
- Lies of P (2023) per Windows, PlayStation 4 e 5, Xbox One, Series X e Series S

### Ulteriori influenze culturali
Numerose sono inoltre le opere che non adattano esplicitamente Le avventure di Pinocchio, ma lo usano comunque come riferimento. Fra queste si trovano:
- Astro Boy, fumetto e serie a cartoni animati di Osamu Tezuka.
- Dororo, fumetto e serie a cartoni animati di Osamu Tezuka.
- 964 Pinocchio (ピノキオ√964, 1991) regia di Shozin Fukui: rivisitazione più adulta della figura di Pinocchio.
- OcchioPinocchio (1994), regia di Francesco Nuti: rilettura ardita del capolavoro di Collodi.
- Bad Pinocchio (Pinocchio's Revenge, 1996), film horror di Kevin S. Tenney.
- A.I. - Intelligenza artificiale (2001), regia di Steven Spielberg: Pinocchio e soprattutto la Fata Turchina vengono citati frequentemente nella seconda parte del film.
- Pinocchio è uno dei membri della FTDP nella serie animata Polizia Dipartimento Favole.
- Kikaider di Shōtarō Ishinomori.
- Penocchio (2002), regia di Franco Lo Cascio: parodia pornografica della storia di Pinocchio.[46]
- Nella saga di Shrek della DreamWorks Animation è presente Pinocchio tra i tanti personaggi delle fiabe.
- Pinocchio (2014), serie televisiva sudcoreana. Non si tratta di un adattamento ma parla di un ragazzo che soffre della sindrome di Pinocchio.
- Lies of P, videogioco del 2023 per PlayStation 4, PlayStation 5, Xbox One, Xbox Series X/S, Microsoft Windows.

## Dedicazioni

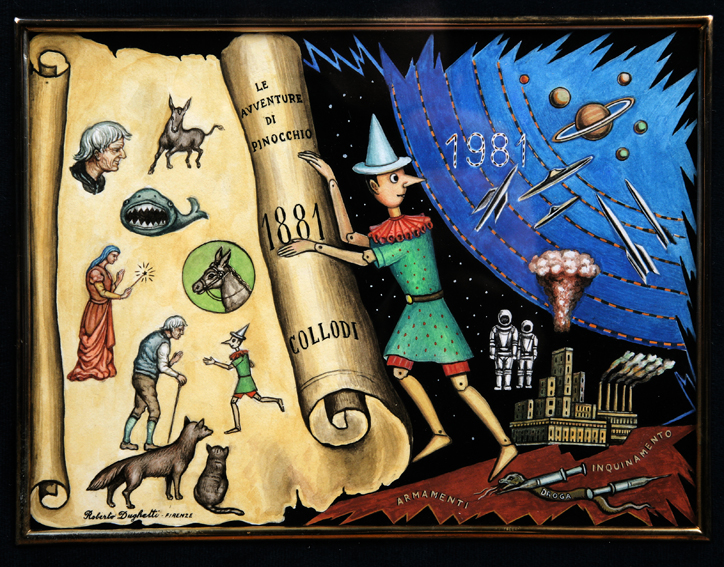
Allegoria di Pinocchio

### Luoghi
- Al celebre burattino è stato dedicato il giardino scultoreo Parco di Pinocchio a Collodi (Pescia).
- A Vernante, paese dove visse Attilio Mussino, i muri del borgo sono decorati con murales riguardanti le avventure di Pinocchio.
- Statue di Pinocchio sono presenti anche al lido della Schiranna, sul Lago di Varese e nel Parco Pinocchio di Salerno.

### Opere d'arte
- Ad Ancona, nel rione del Pinocchio, venne posta nel 1954 la Statua di Pinocchio dello scultore Vittorio Morelli, la prima dedicata al celebre burattino[47].
- Nel 1988 l'artista austriaco Gottfried Helnwein realizza il dipinto Der Tod des Pinocchio ("La morte di Pinocchio").
- Lo scultore ceramista Leoncillo Leonardi ne ha invece realizzato una statua in ceramica policroma.
- All'Expo Universale di Shanghai 2010, nel Padiglione Italia, viene esposta la nota scultura Pinocchio Art di Giuseppe Bartolozzi e Clara Tesi.
- In Corso Indipendenza a Milano, si trova la Fontana a Pinocchio, opera dello scultore Attilio Fagioli.

### Altro
- L'asteroide 12927 è dedicato a Pinocchio.

### Saggistica
- Pietro Pancrazi, Venti uomini, un satiro e un burattino, Firenze: Vallecchi, 1923.
- Armando Michieli, " Commento a Pinocchio", Torino: F.lli Bocca, 1933.
- Luigi Volpicelli, La verità su Pinocchio, Roma: Avio, 1954; poi Roma: Armando, 1959.
- Vito Fazio Allmayer, Divagazioni e capricci su "Pinocchio", Firenze: Sansoni, 1958.
- Luigi Compagnone, Commento alla vita di Pinocchio, Napoli: Marotta, 1966; poi ampliato come La vita nova di Pinocchio, Firenze, Vallecchi, 1971.
- Franco Antonicelli (e altri), Omaggio a Pinocchio, Firenze: Quaderni della Fondazione Nazionale Carlo Collodi n. 1, 1967 (ma gli studi, a parte l'avvertenza di Luigi Volpicelli, sono del 1952).
- Carlo Betocchi, Collodi, Pinocchio, Firenze, Firenze: Quaderni della Fondazione Nazionale Carlo Collodi n. 2, 1968.
- Giovanni Jervis, Prefazione a Carlo Collodi, Pinocchio, Torino: Einaudi, 1978; n. ed. ivi 2002 (con introduzione di Stefano Bartezzaghi).
- Emma Nasti, "Pinocchio", libro per adulti, Firenze: Quaderni della Fondazione Nazionale Carlo Collodi n. 3, 1969.
- Gérard Genot, Analyse structurelle de "Pinocchio", Firenze: Quaderni della Fondazione Nazionale Carlo Collodi n. 5, 1970.
- Giuseppe Decollanz, Educazione e Politica nel Pinocchio, Bari, Scuola '70, 1972.
- Studi collodiani, atti del convegno 5-7 ottobre 1974, Pescia: Fondazione Nazionale Carlo Collodi, 1976.
- Pietro Citati, Introduzione a Carlo Collodi, Le avventure di Pinocchio, Milano: Rizzoli, 1976.
- Emilio Garroni, Pinocchio uno e bino, Bari: Laterza, 1975.
- Giorgio Manganelli, Pinocchio: un libro parallelo, Torino: Einaudi, 1977; poi Milano: Adelphi, 2002; sul quale si può leggere anche l'intervista di Daniele Del Giudice, Attraversando l'oceano "Pinocchio" (1978), in Giorgio Manganelli, La penombra mentale, a cura di Roberto Deidier, Roma: Editori Riuniti, 2001, pp. 38–41.
- Franklin Samuel Stych, Pinocchio in Gran Bretagna e Irlanda, tr. Gaetano Prampolini, Firenze: Quaderni della Fondazione Nazionale Carlo Collodi n. 8, 1971.
- Annalisa Macchia, Pinocchio in Francia, Firenze: Quaderni della Fondazione Nazionale Carlo Collodi n. 11, 1978.
- Pinocchio oggi, atti del convegno 30 settembre-1º ottobre 1978, Pescia: Fondazione nazionale Carlo Collodi, 1980.
- Anna Maria Favorini, L'avventura educativa di Pinocchio, Firenze: Quaderni della Fondazione nazionale Carlo Collodi n. 12, 1980.
- Nancy D. Sachse, Pinocchio in USA, tr. Francesco Casotti, Firenze: Quaderni della Fondazione nazionale Carlo Collodi n.14, 1981.
- C'era una volta un pezzo di legno. La simbologia di Pinocchio, atti del convegno, Milano: Emme, 1981.
- Giovanna Botteri, Il bambino e la marionetta, in aut aut, n. 191-192, settembre-dicembre 1982, pp. 113–130.
- Le avventure ritrovate: "Pinocchio" e gli scrittori italiani del Novecento, a cura di Renato Bertacchini, Pescia: Fondazione nazionale Carlo Collodi, 1983.
- Ornella Castellani Pollidori, Prefazione all'ed. critica di Pinocchio a sua cura, Pescia: Fondazione Nazionale Carlo Collodi, 1983.
- Rodolfo Biaggioni, Pinocchio: cent'anni di avventure illustrate - Bibliografia delle edizioni illustrate italiane di C. Collodi - La avventure di Pinocchio: 1881/83 - 1983 - Giunti Marzocco, 1984.
- Vittorio Frosini, La filosofia politica di Pinocchio, Roma: Lavoro, 1990. ISBN 88-7910-451-9.
- Daniela Marcheschi, " Collodi ritrovato", Pisa: ETS, 1990.
- Piero Zanotto, Pinocchio nel mondo, Cinisello Balsamo: Paoline, 1990. ISBN 88-215-1941-4.
- Luigi Malerba, Pinocchio con gli stivali, Milano: Mondadori, 1991. ISBN 88-04-31861-9.
- Fernando Tempesti, Introduzione alla sua ed. di Carlo Collodi, Pinocchio, Milano: Mondadori, 1993.
- Rodolfo Tommasi, Pinocchio: analisi di un burattino, Firenze: Sansoni, 1992. ISBN 88-383-1385-7.
- Renato Bertacchini, Il padre di Pinocchio. Vita e opere di Collodi, Milano, Camunia, 1993.
- Alberto Asor Rosa, "Le avventure di Pinocchio" di Carlo Collodi, in Letteratura Italiana. Le opere, Torino: Einaudi, 1995, vol. 3, pp. 879–950.
- Daniela Marcheschi, Introduzione all'edizione C. Collodi, Opere, a sua cura, Milano: Mondadori, I meridiani, 1995.
- Povero Pinocchio: giochi linguistici di studenti del Corso di Comunicazione, a cura di Umberto Eco, Milano: Comix, 1995.
- Giovanni Gasparini, La corsa di Pinocchio, Milano: Vita e pensiero, 1997.
- Giacomo Biffi, Contro maestro Ciliegia: commento teologico a "Le avventure di Pinocchio", Milano: Jaca book, 1977; poi Milano: Mondadori, 1998. ISBN 88-04-44273-5.
- Riccardo Campa, La metafora dell'irrealtà: saggio su "Le avventure di Pinocchio", Lucca: Pacini Fazzi, 1999. ISBN 88-7246-379-3.
- Pinocchio nella letteratura per l'infanzia, a cura di Carlo Marini, Urbino: Quattro venti, 2000. ISBN 88-392-0511-X.
- Dieter Richter, Pinocchio o il romanzo d'infanzia, tr. di Alida Fliri Piccioni, Roma: Edizioni di storia e letteratura, 2002. ISBN 88-8498-063-1.
- Rossana Dedola, Pinocchio e Collodi, Milano: Bruno Mondadori, 2002. ISBN 88-424-9596-4.
- Le avventure di Pinocchio tra un linguaggio e l'altro, a cura di Isabella Pezzini e Paolo Fabbri, Roma: Meltemi, 2002. ISBN 88-8353-185-X.
- Marco Belpoliti, Pinocchio, in Il romanzo, a cura di Franco Moretti, Torino: Einaudi, 2003, vol. 4: Temi, luoghi, eroi, pp. 773–785.
- Ludovico Incisa di Camerana, Pinocchio, Bologna: Il mulino, 2004 (collana "L'identità italiana"). ISBN 88-15-09799-6.
- Rita Mascialino, Pinocchio: analisi e interpretazione, Padova: Cleup, 2004. ISBN 88-7178-753-6.
- Alessandro Gnocchi e Mario Palmaro, Ipotesi su Pinocchio, Milano: Ancora, 2005. ISBN 88-514-0268-X.
- Valentino Baldacci e Andrea Rauch, Pinocchio e la sua immagine, con un saggio di Antonio Faeti, Firenze: Giunti, 2006. ISBN 978-88-09-05019-8.
- Anna Rosa Vagnoni, Collodi e Pinocchio. Storia di un successo letterario, Trento, UNI Service, 2007. ISBN 978-88-6178-077-4.
- Andrea Balestri, Io, il Pinocchio di Comencini (dietro le quinte di una vita da burattino), a cura di Stefano Garavelli, Firenze: Sassoscritto, 2008. ISBN 978-88-88789-65-1.
- Pinocchio in volo tra immagini e letterature, a cura di Rossana Dedola e Mario Casari, Milano: Bruno Mondadori, 2008. ISBN 978-88-6159-193-6.
- Mario Gabriele Giordano, "La giustizia di Pinocchio", in Francesco D'Episcopo (a cura di), "La giustizia della letteratura" ("Riscontri", XXX, 1-2), Avellino, Sabatia Editrice, 2008.
- Michele Capitani Pinocchio. Le ragioni di un successo, Civitavecchia, editrice Prospettiva, 2010. ISBN 978-88-7418-610-5.
- Daniela Marcheschi, Premessa all'Edizione Nazionale delle Opere di Carlo Lorenzini, Firenze: Giunti, 2010-2019, 5 voll., e i restanti in corso di stampa.
- Fabrizio Scrivano (a cura di), "Variazioni Pinocchio. 7 letture sulla riscrittura del mito", Morlacchi editore, Perugia, 2010.
- Mario Verger, Il mio caro Pinocchio. 130º Anniversario (1881-2011) de Le avventure di Pinocchio, Introduzione di Giuliano Cenci, Eidon Edizioni, Genova, 2011.
- Dino Mengozzi, Corpi posseduti. Martiri ed eroi dal Risorgimento a Pinocchio, Piero Lacaita Editore, Manduria-Bari-Roma, 2012.
- Daniela Marcheschi, Il naso corto. Una rilettura delle Avventure di Pinocchio, Bologna, EDB, 2016.
- Gianni Greco,  Quel copione di Collodi (Pinocchio non fu il primo naso), Giornale Pop, 2018 (archiviato dall'url originale il 20 dicembre 2019)
- Anna Soldani, Il segreto di Pinocchio. La storia della "vera" Fatina e dei luoghi del burattino. Con un epistolario inedito. Con scritti di Claudia Bertocci, Maurizio Bruschi, Giulio M. Manetti, Florence Art Edizioni, Firenze, 2020.
- 'Il Mio Pinocchio, luoghi comuni di un burattino' di Paolo Lunghi - ISBN 9 788894 699296 - Mavi Editore 2024
- Daniela Marcheschi, I luoghi del Collodi. I luoghi del Pinocchio, Pisa, ETS, 2024.
- Francesco Cagliani, Un senso all'esistenza. Pinocchio nella vita di ciascuno di noi, Bellavite, Missaglia, 2025.